# دوران حرفه‌ای کریستیانو رونالدو
این مقاله به دوران حرفه‌ای کریستیانو رونالدو در رده باشگاهی و ملی می‌پردازد.
در رده باشگاهی، کریستیانو رونالدو به آکادمی جوانان اسپورتینگ سی پی پیوست و در اوت ۲۰۰۲ به تیم اصلی راه یافت. اولین گل‌های او در رده بزرگسالان در اکتبر ۲۰۰۲ به ثمر رسید. پس از جلب توجه باشگاه‌های بزرگ، الکس فرگوسن از منچستر یونایتد، رونالدو را در اوت ۲۰۰۳ با ۱۲ میلیون پوند به خدمت گرفت که در انگلستان برای یک نوجوان قابل توجه بود. او اولین گل خود در یونایتد را در نوامبر ۲۰۰۳ به ثمر رساند. در سال ۲۰۰۹، رونالدو با ۸۰ میلیون پوند به رئال مادرید منتقل شد. رونالدو در سال ۲۰۱۸ با ۱۰۰ میلیون یورو به یوونتوس پیوست. رونالدو که به دنبال چالش جدیدی بود، در سال ۲۰۲۱ به منچستریونایتد بازگشت. قرارداد او با توافق دوجانبه در نوامبر ۲۰۲۲ فسخ شد. در ژانویه ۲۰۲۳، رونالدو با باشگاه النصر عربستان قرارداد امضا کرد و طبق گزارشات، بالاترین دستمزد تاریخ فوتبال را دریافت کرد. انتقال رونالدو باعث افزایش محبوبیت لیگ حرفه‌ای عربستان شد و بازیکنان مطرح دیگری به این لیگ جذب شدند. در طول این دوران، او به شکستن رکوردها از جمله تجربه ۱۰۰۰ بازی بدون شکست ادامه داد.
دستاوردهای فردی رونالدو شامل پنج جایزه توپ طلا است. توانایی قابل توجه او در گلزنی و دریبلزنی و موقعیت سازی و پاسوری، جایگاه او را به عنوان یکی از بهترین فوتبالیست‌های تمام دوران مستحکم کرده است.
رونالدو اولین بازی ملی خود را برای پرتغال در سال ۲۰۰۳ و در سن ۱۸ سالگی انجام داد. او تاکنون با بیش از ۲۰۰ بازی ملی رکورد بیشترین بازی ملی در فوتبال مردان و با به ثمر رساندن بیش از ۱۳۰ گل ملی، رکورد بیشترین گل ملی در تیم‌های ملی فوتبال مردان را در اختیار دارد. رونالدو در یازده تورنمنت بزرگ بازی و گلزنی کرده است. او اولین گل ملی خود را در یورو ۲۰۰۴ به ثمر رساند، و به پرتغال کمک کرد تا به فینال برسد. او در سال ۲۰۰۸ کاپیتانی پرتغال را بر عهده گرفت. در سال ۲۰۱۵، رونالدو به عنوان بهترین بازیکن پرتغالی تمام دوران از سوی فدراسیون فوتبال پرتغال انتخاب شد. سال بعد، او کشورش را به اولین قهرمانی مهم خود در یورو ۲۰۱۶ رساند.

## دوران باشگاهی

### اسپورتینگ

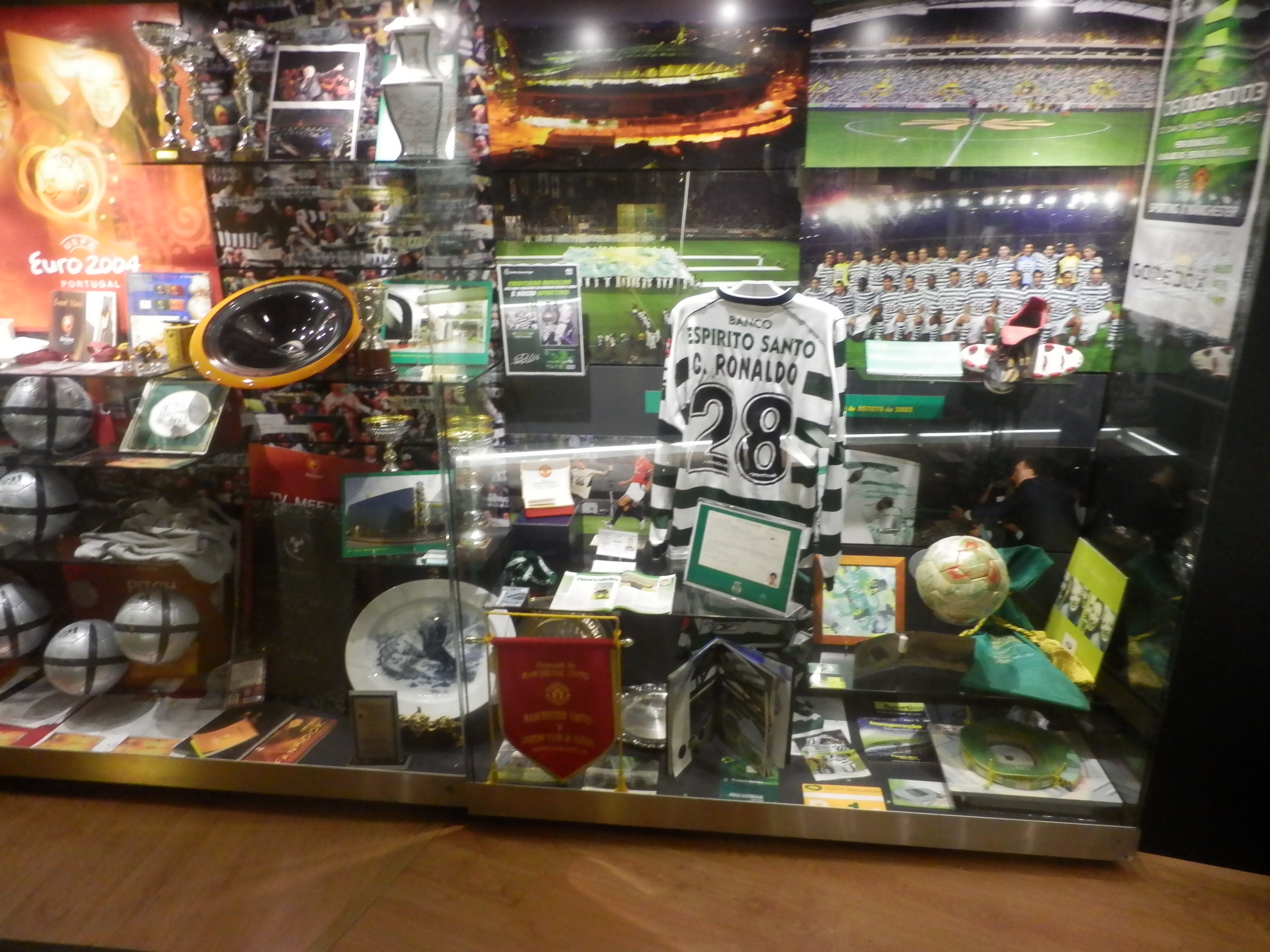
یادگاری‌های رونالدو در موزه اسپورتینگ

در سن ۱۶ سالگی، رونالدو از تیم جوانان اسپورتینگ توسط لاسلو بولونی، سرمربی تیم اول، که تحت تأثیر دریبل زدن او قرار گرفته بود، به تیم اصلی راه پیدا کرد. پس از آن، او اولین بازیکنی شد که در تیم‌های زیر ۱۶، زیر ۱۷ و زیر ۱۸ سال، تیم ب و تیم اول باشگاه، در یک فصل برای همه بازی کرد. یک سال بعد، در ۲۹ سپتامبر ۲۰۰۲، رونالدو اولین بازی خود را در لیگ، مقابل براگا انجام داد و در ۷ اکتبر، دو گل به موریرنز در برد ۳–۰ آنها زد. در طول فصل ۰۳–۲۰۰۲، مدیر برنامه‌های او، رونالدو را به ژرار هولیه، سرمربی لیورپول و خوآن لاپورتا، رئیس بارسلونا پیشنهاد کردند. آرسن ونگر نیز که علاقه‌مند به جذب رونالدو بود، در ماه نوامبر در ورزشگاه آرسنال با او دیدار کرد تا در مورد انتقال احتمالی با او صحبت کند.
الکس فرگوسن، سرمربی منچستر یونایتد، پس از اینکه اسپورتینگ در مراسم افتتاح ورزشگاه ژوزه آلوالاد در اوت ۲۰۰۳، یونایتد را ۳–۱ شکست داد، مصمم شد رونالدو را به صورت دائمی خریداری کند. ابتدا، یونایتد قصد داشت پس از بستن قراردادی با رونالدو، او را به صورت قرضی به مدت یک سال در اختیار اسپورتینگ قرار دهد. بازیکنان یونایتد نیز که تحت تأثیر او قرار گرفتند، از فرگوسن خواستند تا او را به خدمت بگیرد. پس از بازی، فرگوسن برای کسی که به نظر او «یکی از شگفت انگیزترین بازیکنان جوانی» است که تا به حال دیده بود، موافقت کرد که ۱۲٫۲۴ میلیون پوند به اسپورتینگ بپردازد.
یک دهه پس از جدایی او از باشگاه، در آوریل ۲۰۱۳، اسپورتینگ با انتخاب رونالدو به عنوان صد هزارمین عضو خود، از او تقدیر کرد.

### منچستر یونایتد

#### ۰۷–۲۰۰۳
انتقال رونالدو به منچستر یونایتد در ۱۲ اوت ۲۰۰۳ انجام شد. هزینه انتقال، او را در آن زمان به گران‌ترین نوجوان تاریخ فوتبال انگلیس تبدیل کرد. او نخستین بازیکن پرتغالی این باشگاه بود. او قصد داشت در منچستر همانند اسپورتینگ پیراهن شمارهٔ ۲۸ را بپوشد، اما الکس فرگوسن درخواست او را نپذیرفت و گفت: «تو باید پیراهن شمارهٔ ۷ را بپوشی که پیش از این، بازیکنان افسانه‌ای باشگاه از جمله جورج بست، برایان رابسون، اریک کانتونا و دیوید بکهام آن را می‌پوشیدند و این برای تو یک افتخار است.» پوشیدن شماره ۷ برای رونالدو یک انگیزه اضافی شد.
او در نخستین مسابقهٔ خود در منچستر، ۶۰ دقیقه مقابل بولتون واندررز بازی کرد. وی نخستین گل خود را در ماه نوامبر، در یک ضربهٔ آزاد مقابل پورتسموث به‌ثمر رساند. رونالدو اولین فصل خود را در فوتبال انگلیس با زدن گل اول در پیروزی ۳–۰ یونایتد مقابل میلوال در فینال جام حذفی ۲۰۰۴ به پایان رساند و اولین جام قهرمانی خود را در یونایتد کسب کرد.
رونالدو در ۲۹ اکتبر ۲۰۰۴، هزارمین گل تاریخ باشگاه را مقابل میدلزبورو به‌ثمر رساند؛ هرچند منچستر در این بازی ۴–۱ شکست خورد. چند هفته بعد، او قرارداد جدیدی با باشگاه امضا کرد و قرارداد قبلی خود را تمدید کرد. رونالدو در جام اتحادیه باشگاه‌های انگلستان ۰۶–۲۰۰۵، پس از به ثمر رساندن گل سوم در فینال ۴–۰ یونایتد مقابل ویگان اتلتیک، دومین جام خود را در فوتبال انگلیس، به دست آورد.
رونالدو در سومین فصل حضورش در انگلیس درگیر حوادث متعددی شد. یوفا به دلیل «نشان دادن انگشت وسط» به هواداران بنفیکا، یک جلسه محرومیت برایش در نظر گرفت؛ در دربی منچستر (شکست ۳–۱)، به دلیل لگد زدن به اندی کول بازیکن سابق منچستر سیتی از بازی اخراج شد؛ با هم تیمی خود، رود فن نیستلروی درگیر شد و به سبک بازی این وینگر توهین کرد؛ و در بازی‌های جام جهانی ۲۰۰۶، باعث شد وین رونی هم تیمی اش در باشگاه، از بازی اخراج شود، که بعدها علناً از منچستر به دلیل حس خود از عدم حمایت باشگاه در مورد آن اتفاق، درخواست انتقال و جدایی کرد اما یونایتد نپذیرفت.

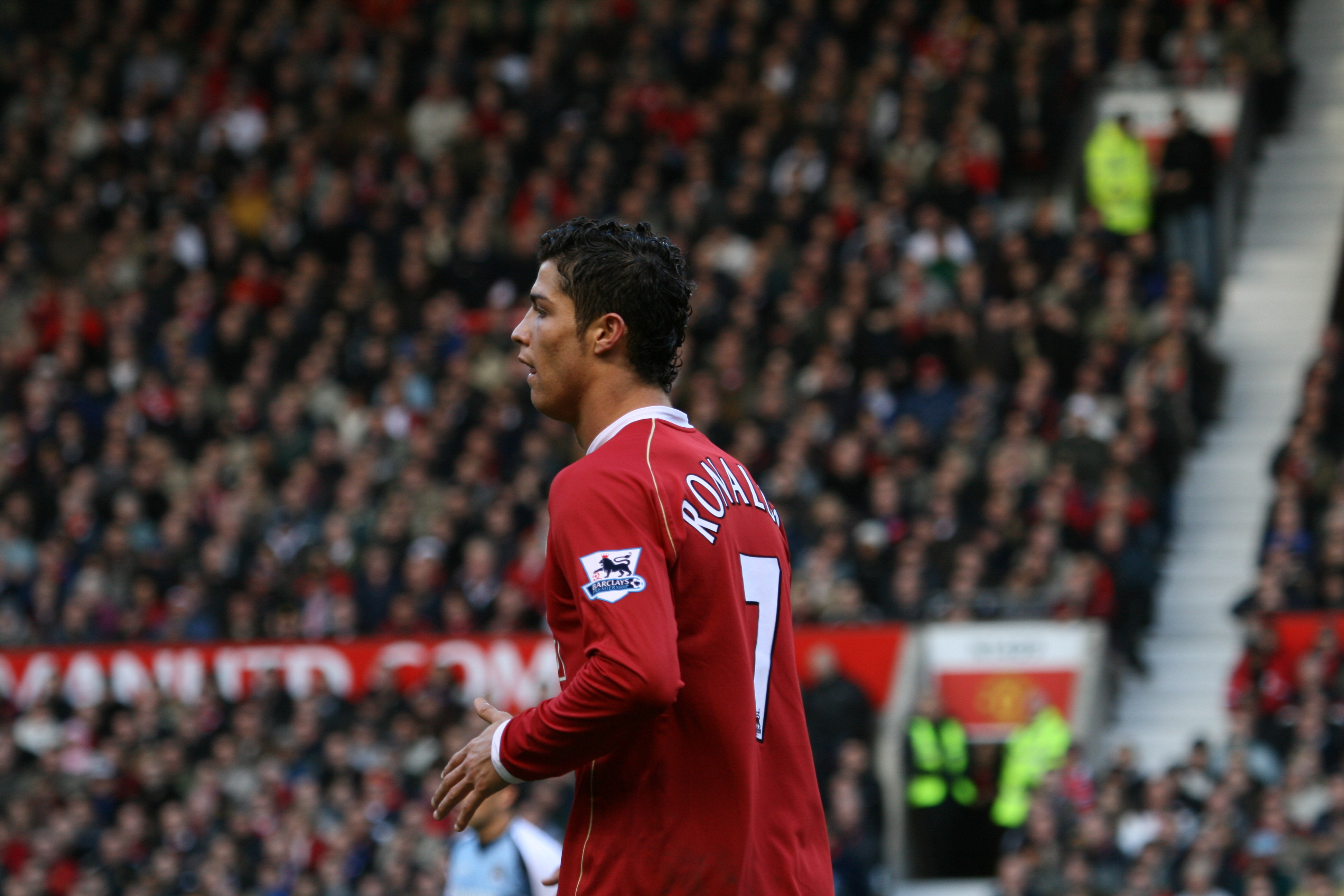
رونالدو در فصل ۰۷–۲۰۰۶

اگرچه درگیری او با رونی در جام جهانی منجر به هو شدن رونالدو در طول فصل ۰۷–۲۰۰۶ شد، اما او فصل درخشانی را سپری کرد، زیرا برای اولین بار نزدیک به ۲۰ گل زد و به اولین قهرمانی خود در لیگ برتر دست یافت. یکی از عوامل مهم در این موفقیت، تمرین یک به یک او با مربی تیم، رنه مئولنستین بود، که به او آموخت تا خود را غیرقابل پیش‌بینی‌تر کند، کار تیمی خود را بهبود بخشد، به دنبال توپ باشد و از موقعیت‌های گلزنی خود استفاده کند، به جای اینکه منتظر فرصتی برای به ثمر رساندن گل‌های زیبایی باشد که قبلاً با آنها شهرت پیدا کرده بود. او سه بار در اواخر دسامبر، در برابر استون ویلا (پیروزی که یونایتد را در صدر جدول لیگ قرار داد)، ویگان و ردینگ، دابل کرد. در نوامبر و دسامبر، رونالدو به‌عنوان بازیکن برتر ماه لیگ انگلستان برگزیده‌شد و پس از دنیس برکمپ و رابی فاولر سومین بازیکن تاریخ لیگ انگلستان شد که دوماه متوالی به‌عنوان بازیکن برتر انتخاب شده است.
در بهار سال ۲۰۰۷، خبر ورود رونالدو به رئال مادرید منتشر شد. رئال آماده بود تا ۸۰ میلیون یورو برای خرید او پرداخت‌کند. با این حال، او پیشنهاد آنها را قبول نکرد.

#### ۰۸–۲۰۰۷
در مرحله یک چهارم نهایی لیگ قهرمانان اروپا ۰۷–۲۰۰۶، رونالدو اولین گل‌های خود را در سی‌امین بازی خود در این رقابت‌ها به ثمر رساند، که دو گل در پیروزی ۷–۱ مقابل رم بود. او در ادامه، در اولین بازی نیمه نهایی در برابر میلان گلزنی کرد، که با پیروزی ۳–۲ به پایان رسید، اما در بازی برگشت با شکست ۳–۰ یونایتد در سن سیرو حذف شدند.
در لیگ برتر ۰۸–۲۰۰۷، رونالدو جوایز شخصی زیادی را در آن فصل جمع‌آوری کرد. او برنده جوایز اتحادیه فوتبالیست‌های حرفه ای (PFA)، بازیکن سال هواداران و بهترین بازیکن جوان سال PFA، و همچنین جایزه بهترین بازیکن سال انجمن نویسندگان فوتبال (FWA) شد، و تبدیل به اولین بازیکنی که برنده هر چهار جایزه اصلی PFA و FWA شده است. دستمزد او به عنوان بخشی از تمدید پنج ساله قراردادش که در فصل‌های قبلی به امضا رسیده بود، به ۱۲۰۰۰۰ پوند در هفته افزایش یافت.
در سال ۲۰۰۷، توپ طلای فوتبال به کاکا داده‌شد و رونالدو بالاتر از لیونل مسی در جایگاه دوم قرار گرفت. همچنین برای جایزه بهترین بازیکن سال فیفا در سال ۲۰۰۷، پایین‌تر از کاکا و مسی، سوم شد.
رونالدو اولین هت‌تریک خود را برای یونایتد در پیروزی ۶–۰ مقابل نیوکاسل یونایتد در ۱۲ ژانویه ۲۰۰۸ انجام داد. در ۱۹ مارس، رونالدو نخستین‌بار در بازی با بولتون واندررز، بازوبند کاپیتانی منچستر را بر بازو بست. این بازی با پیروزی ۰–۲ منچستر خاتمه‌یافت که هر دو گل را رونالدو به‌ثمر رساند. رونالدو ۳۱ گل در لیگ از جمله تنها گل دربی منچستر در ۵ مه (پنجاهمین گل خودش برای باشگاه) را به ثمر رساند، و یونایتد در پایان، قهرمان شد. او با به‌ثمر رساندن ۳۳ گل در مجموع، رکورد جورج بست با ۳۲ گل را شکست. در پایان فصل، او کفش طلای لیگ برتر و کفش طلای اروپا را نیز به‌دست‌آورد.
او در لیگ قهرمانان اروپا ۰۸–۲۰۰۷، در ۱۱ بازی، ۸ گل زد. در مرحلهٔ یک‌هشتم نهایی این رقابت‌ها میان منچستر و المپیک لیون، رونالدو گل تعیین‌کننده‌ای را به ثمر رساند تا به یونایتد کمک کند تا در مجموع ۲–۱ به مرحله یک چهارم نهایی صعود کند. در مرحله بعد در بازی اول مقابل رم، او با ضربه سر گلزنی کرد و یونایتد در مجموع دو بازی ۳–۰ رم را حذف کرد. بعد از آن، منچستر پس از حذف بارسلونا، در دیدار پایانی به مصاف چلسی رفت. علیرغم اینکه تک گل او در جریان بازی پاسخ داده شد و ضربه پنالتی او در ضربات پنالتی مهار شد، اما منچستر به قهرمانی رسید. همچنین رونالدو به عنوان بهترین گلزن لیگ قهرمانان اروپا و بهترین بازیکن باشگاهی سال یوفا انتخاب شد.
رونالدو در فصل ۰۸–۲۰۰۷ در مجموع ۴۲ گل در تمام رقابت‌ها به ثمر رساند که بهترین عملکرد او در دوران حضورش در انگلیس بود. هر چند او سه مسابقه را پس از ضربه سر به بازیکن پورتسموث در شروع فصل از دست داده بود، تجربه ای که به گفته خودش به او آموخت که اجازه ندهد حریفان او را تحریک کنند. پس از اتمام فصل، شایعاتی در مورد علاقه رونالدو به رئال مادرید منتشر شد. اسکای اسپورت گزارش‌داد: «رئال مادرید با قیمت سال گذشته بار دیگر به رونالدو پیشنهاد پیوستن به کهکشانی‌های مادریدی را داده است.» یونایتد این درخواست غیرقانونی رئال را با فیفا در جریان گذاشت؛ اما فیفا اقدامی نکرد. سپ بلاتر، رئیس وقت فیفا، گفت که این بازیکن باید اجازه خروج از باشگاه خود را داشته باشد، و این وضعیت را «برده‌داری مدرن» توصیف کرد. با وجود اینکه رونالدو با بلاتر هم نظر بود، اما حدس و گمانه‌زنی‌ها در ۶ اوت به پایان‌رسید؛ هنگامی که رونالدو اعلام کرد که یک سال دیگر در منچستر خواهد ماند.

#### ۰۹–۲۰۰۸

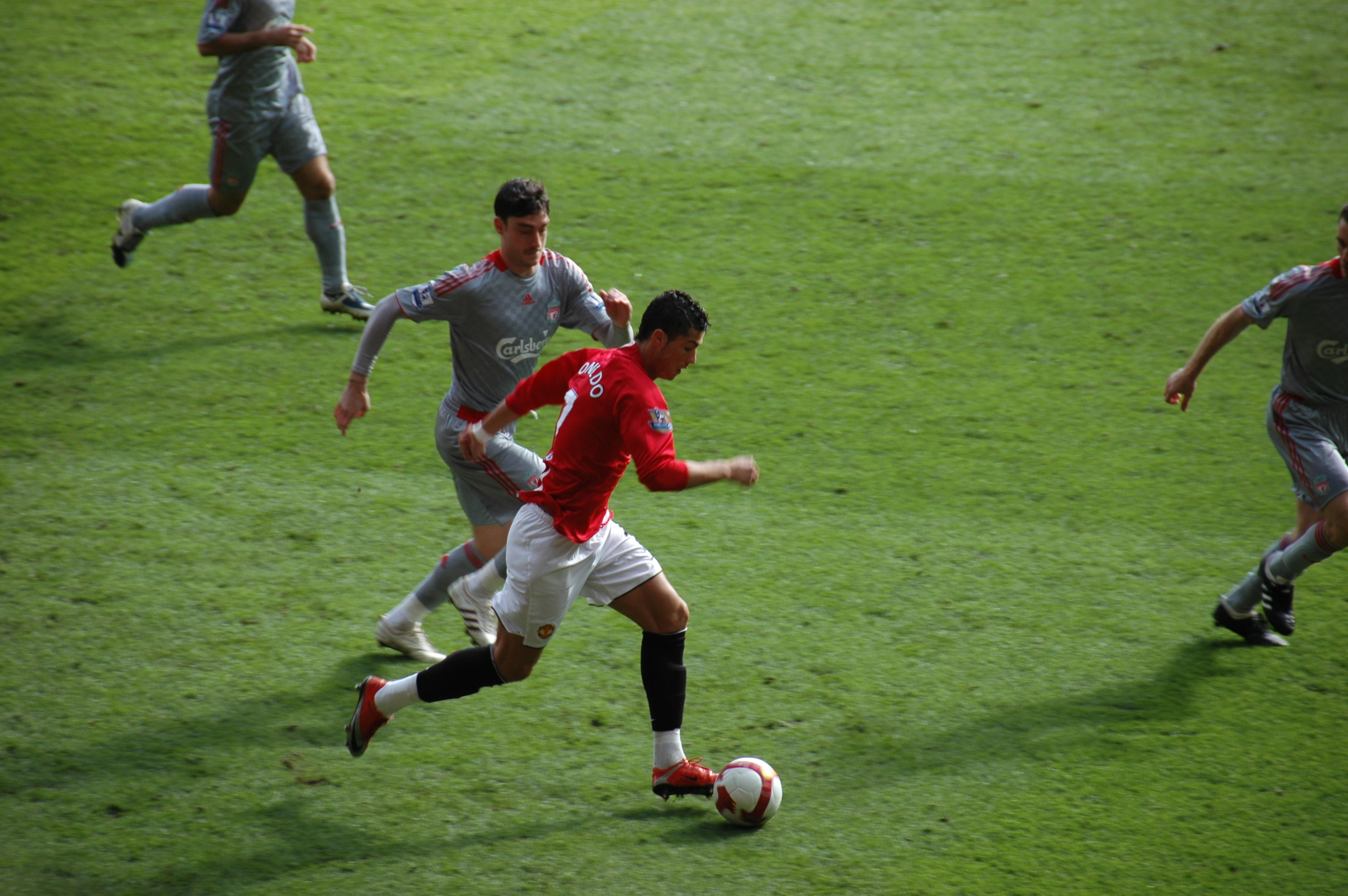
رونالدو در سال ۲۰۰۹ در بازی لیگ برتر مقابل لیورپول

پیش از فصل ۰۹–۲۰۰۸، در ۷ ژوئیه، رونالدو تحت عمل جراحی مچ پا قرار گرفت، که او را به مدت ۱۰ هفته از مسابقات دور نگه داشت. پس از بازگشت در ۱۵ نوامبر، او صدمین و صد و یکمین گل خود را در تمام رقابت‌ها برای یونایتد با دو ضربه ایستگاهی در پیروزی ۵–۰ مقابل استوک سیتی به ثمر رساند، و اکنون او به تمام ۱۹ تیم حریف در لیگ برتر آن زمان گل زده بود. در پایان سال ۲۰۰۸، رونالدو با پاس‌گل پیروزی بخش در بازی نهایی برابر ال‌دی‌یو کیتو به یونایتد کمک کرد تا برنده جام باشگاه‌های جهان شود و توپ نقره‌ای مسابقات را از آن خود کرد. سپس، رونالدو برنده توپ طلای ۲۰۰۸ فرانس فوتبال شد، واپسین کسی که از یونایتد توپ طلا را به‌دست آورده‌بود، جورج بست در سال ۱۹۶۸ بود؛ و همچنین اولین بازیکن در لیگ برتر شد که عنوان بهترین بازیکن سال فوتبال جهان را به دست آورد.
منچستر پس از حذف میلان، در مرحله یک‌چهارم نهایی لیگ قهرمانان اروپا ۰۹–۲۰۰۸ مقابل پورتو قرار گرفت. تک گل رونالدو در بازی برگشت که منجر به صعود یونایتد شد، توسط فیفا به عنوان بهترین گل سال انتخاب و نخستین جایزه پوشکاش فیفا را برای رونالدو به همراه داشت؛ گلی که از فاصله تقریباً ۴۰ متری به ثمر رسید و رونالدو بعدها از آن به عنوان بهترین گل زندگی‌اش یاد کرد. پس از حذف آرسنال در مرحله نیمه نهایی، یونایتد به فینال رقابت‌ها رسید؛ اما رونالدو نتوانست مثل همیشه تأثیرگذار ظاهر شود، و یونایتد ۲–۰ از بارسلونا شکست خورد.
او دوران حضور خود در انگلیس را با ۹ جام به پایان رساند، از جمله سه قهرمانی متوالی در لیگ و یک قهرمانی لیگ قهرمانان اروپا. رونالدو در فصل آخر ۲۶ گل در تمامی رقابت‌ها به ثمر رساند که ۱۶ گل کمتر از فصل قبل بود. آخرین گل او برای یونایتد در ۱۰ مه ۲۰۰۹ با یک ضربه ایستگاهی در دربی منچستر در الدترافورد به ثمر رسید.
یکی از عناصر کلیدی در پیشرفت رونالدو در دوران حضورش در انگلیس فرگوسن بود، که بعدها درباره‌اش گفت: «او پدر من در ورزش بوده است، یکی از مهم‌ترین و تاثیرگذارترین عوامل در حرفه من.»

من چیزی جز ستایش این پسر ندارم که بهترین بازیکن فوتبال جهان است و از ریکاردو کاکا و لیونل مسی بهتر است. او در فوتبال از همه جلوتر است و مشارکت باورنکردنی، گل‌های باورنکردنی و آمار باورنکردنی دارد. او برای گلزنی تلاش می‌کند و به‌سوی آن گام برمی‌دارد. او در کل حیرت‌انگیز است.

الکس فرگوسن، سرمربی رونالدو در منچستر یونایتد، در ژوئیه ۲۰۰۹

### رئال مادرید

#### ۱۰–۲۰۰۹

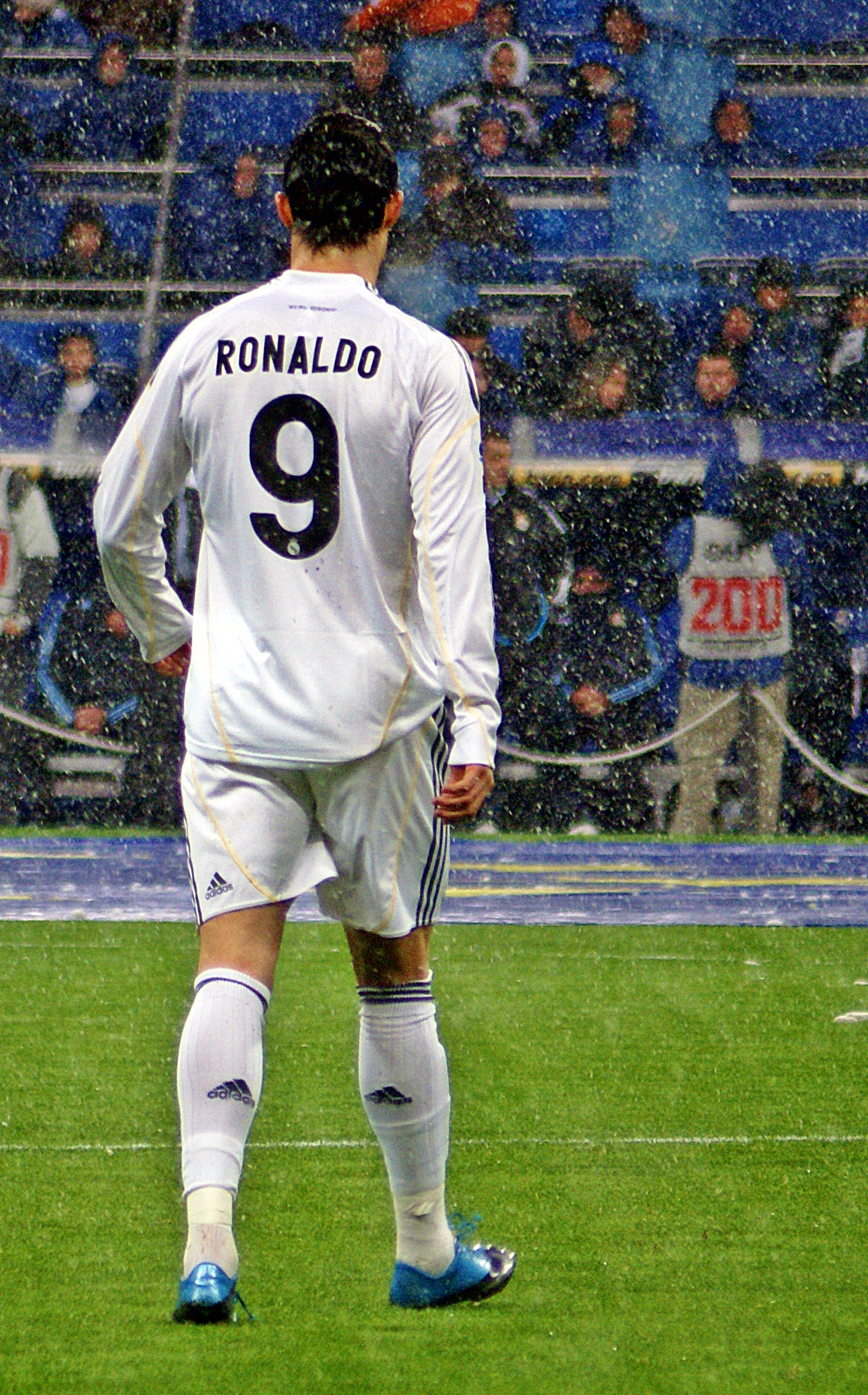
رونالدو در اولین فصل خود در مادرید شماره ۹ را به تن کرد. پس از جدایی رائول از باشگاه، رونالدو از فصل ۱۱–۲۰۱۰ پیراهن شماره ۷ را پوشید

در ۱۱ ژوئن ۲۰۰۹، منچستر یونایتد پیشنهاد بی‌قید و شرط ۹۴ میلیون یورویی رئال مادرید را که یک رکورد بود، پذیرفت و رونالدو به کهکشانی‌های مادریدی پیوست. رونالدو شش سال با این باشگاه قرارداد امضا کرد. قرارداد او ۱۱ میلیون یورو در هر فصل بود و قیمت خروج او از رئال ۱ میلیارد یورو تعیین‌شد. طی مراسم استقبال از او در ۶ ژوئیه، ۸۰ هزار نفر به ورزشگاه سانتیاگو برنابئو رفتند. این تعداد استقبال‌کننده، رکورد ورود دیگو مارادونا به ناپولی را شکست. پیش از این، رکورد استقبال‌کنندگان مادریدی دست خاویر ساویولا بود. از آنجایی که رائول کاپیتان باشگاه شماره ۷ را می‌پوشید، رونالدو پیراهن شماره ۹ را دریافت کرد.
رونالدو نخستین گلش در باشگاه جدید خود را مقابل ال‌دی‌یو کیتو به‌ثمر رساند. نخستین گل او در لا لیگا، مقابل دپورتیوو لاکرونیا در یک برد خانگی ۳–۲ از روی نقطه پنالتی بود. او فصل خوبی را با رئال در لیگ قهرمانان اروپا ۱۰–۲۰۰۹ شروع‌کرد و در اولین بازی مرحلهٔ گروهی، دو بار با ضربه ایستگاهی به زوریخ گل‌زد و در پایان، رئال بازی را ۵–۲ برد. این دوگل، نخستین گل‌های او در رئال در لیگ قهرمانان اروپا بود. سپس با به‌ثمر رساندن دوگل مقابل ویارئال، به اولین بازیکنی تبدیل شد که در چهار بازی اول لالیگایی‌اش موفق به گلزنی می‌شود. در بازی بعدی لیگ قهرمانان اروپا، دوگل را مقابل المپیک مارسی به‌ثمر رساند. سپس دچار آسیب‌دیدگی مچ پا شد که او را به مدت هفت هفته از مسابقات دور نگه داشت، و روند شروع پرقدرتش را قطع کرد.
در اواسط فصل، رونالدو در توپ طلای ۲۰۰۹ و جایزه بهترین بازیکن سال فیفا، پس از مسی، دوم شد. او فصل را با ۳۳ گل در تمام رقابت‌ها به پایان رساند، از جمله زدن ۳ گل در پیروزی ۴–۱ مقابل مایورکا در ۵ مه ۲۰۱۰، که اولین هت‌تریکش در لالیگا بود، و بهترین گلزن رئال مادرید در آن فصل شد. اگرچه رونالدو به کسب ۹۶ امتیاز باشگاه در لیگ کمک کرد، اما در اولین فصل حضورش جامی به دست نیاورد.

#### ۱۱–۲۰۱۰
با خروج رائول از رئال، پیراهن شمارهٔ ۷ این باشگاه به رونالدو واگذار شد. در ۲۳ اکتبر، او برای اولین بار در دوران حرفه ای خود، چهار گل در یک مسابقه در پی پیروزی ۶–۱ مقابل ریسینگ سانتاندر به ثمر رساند. در ادامه، هت‌تریک‌های بیشتری در برابر اتلتیک بیلبائو، لوانته، ویارئال و مالاگا انجام داد، اما علیرغم عملکردش، در مراسم توپ طلای فیفا در سال ۲۰۱۰ در جمع سه نفر برتر قرار نگرفت. در این فصل، رونالدو ۴ بازی ال کلاسیکو را تجربه کرد: دو بازی نیمه نهایی لیگ قهرمانان اروپا ۱۱–۲۰۱۰ که با حذف مادریدی‌ها همراه بود، و موفق به گلزنی نشد، بازی برگشت لیگ که از روی نقطه پنالتی بازی را به تساوی کشاند و فینال جام حذفی، که در دقیقه ۱۰۳ با تک گل او، رئال قهرمان شد و رونالدو اولین جام خود را در اسپانیا کسب کرد.
دو گل او در آخرین بازی فصل مقابل آلمریا، او را به اولین بازیکن لالیگا تبدیل کرد که ۴۰ گل به ثمر رسانده است و رکوردهای تلمو زارا و هوگو سانچز با ۳۸ گل را شکست. در هر دو وبگاه اینترنتی مارکا و رئال مادرید، رأی‌دهندگان او را به‌عنوان برترین گلزن سال برگزیدند؛ در کنار جایزه پیچیچی، رونالدو برای دومین بار برنده کفش طلای اروپا شد و به اولین بازیکنی تبدیل شد که در لیگ‌های مختلف موفق به کسب این جایزه شده است. همچنین در طول این فصل، رونالدو ۵۳ گل در مجموع مسابقات به‌ثمر رساند و رکورد تاریخ باشگاه با ۴۹ گل زدهٔ فرانس پوشکاش را شکست.

#### ۱۲–۲۰۱۱

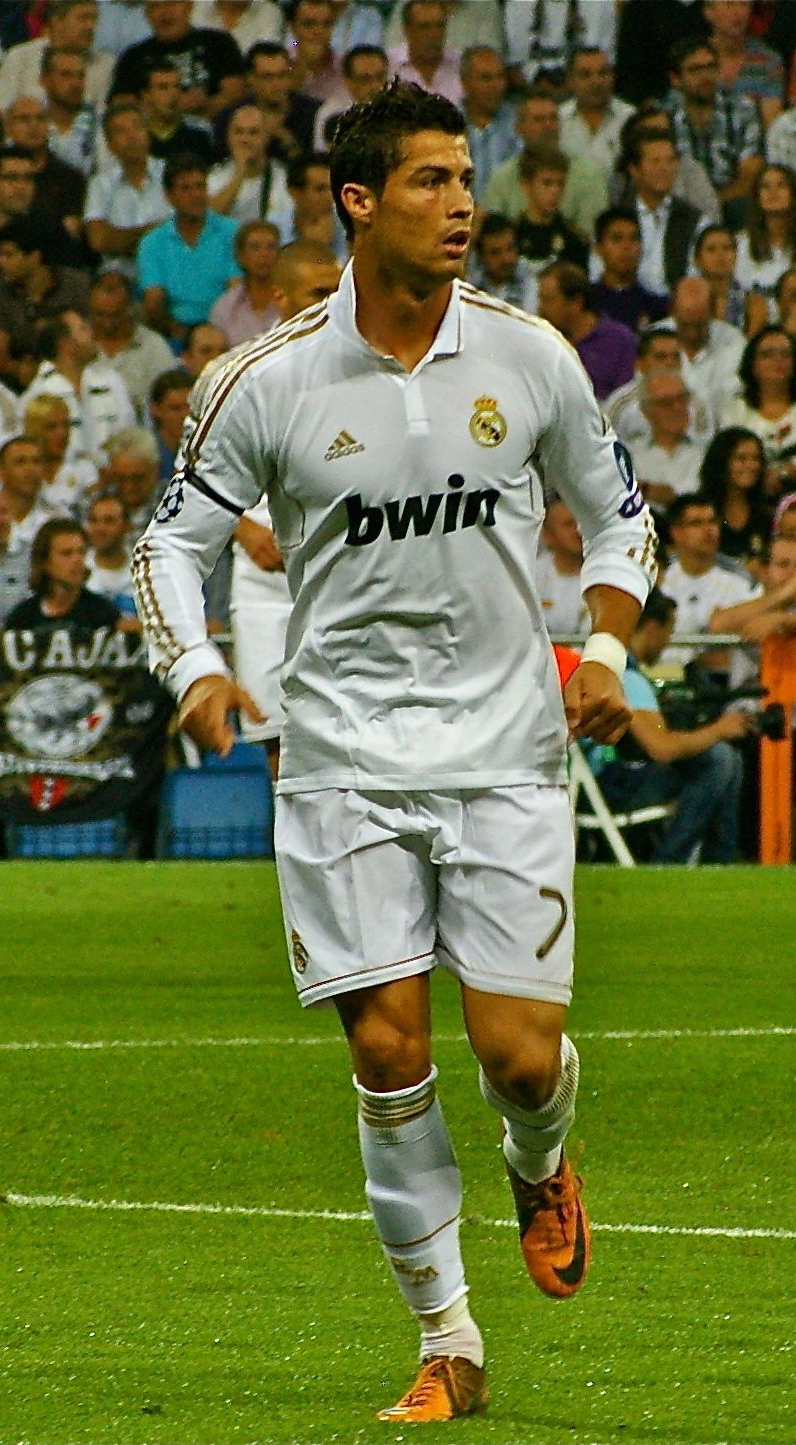
رونالدو در سومین فصل حضورش در اسپانیا، ۴۶ گل در لالیگا به ثمر رساند

در این فصل، رونالدو به بهترین عملکرد گلزنی اش یعنی ۶۰ گل در تمام رقابت‌ها دست پیدا کرد. او با وجود هت‌تریک مقابل رئال ساراگوسا، رایو وایکانو، مالاگا، اوساسونا و سویا که مورد آخر رئال را در میانه فصل در صدر جدول لیگ قرار داد، اما به عنوان نفر دوم توپ طلای فیفا در سال ۲۰۱۱ پس از مسی انتخاب شد. با این حال، رونالدو موفقیت تیمی بیشتری در لیگ به دست آورد؛ پس از هت‌تریک مقابل لوانته، رئال برتری خود را نسبت به بارسلونا افزایش داد و در پایان با رکورد ۱۰۰ امتیاز، قهرمانی لیگ را از چهار سال گذشته کسب کرد.
او صدمین گل لیگ خود را برای رئال در برد ۵–۱ مقابل سوسیداد در ۲۴ مارس ۲۰۱۲ به ثمر رساند؛ او تنها در ۹۲ بازی در سه فصل، رکورد قبلی باشگاه را که فرانس پوشکاش در اختیار داشت شکست. یک هت‌تریک دیگر در دربی مادرید مقابل اتلتیکو مادرید، مجموع گل‌های او را به ۴۰ گل در لیگ رساند که با رکورد خودش در فصل قبل برابری کرد. آخرین گل او در این فصل لالیگا، مقابل مایورکا، مجموع گل‌هایش را به ۴۶ گل رساند، اما چهار گل کمتر از رکورد جدید مسی بود، هرچند او اولین بازیکنی شد که در یک فصل لالیگا در برابر هر ۱۹ تیم حریف گلزنی کرد. ژوزه مورینیو سرمربی رئال، در مه ۲۰۱۲ گفت: به نظر من امسال رونالدو بهتر از مسی بوده است.

#### ۱۳–۲۰۱۲

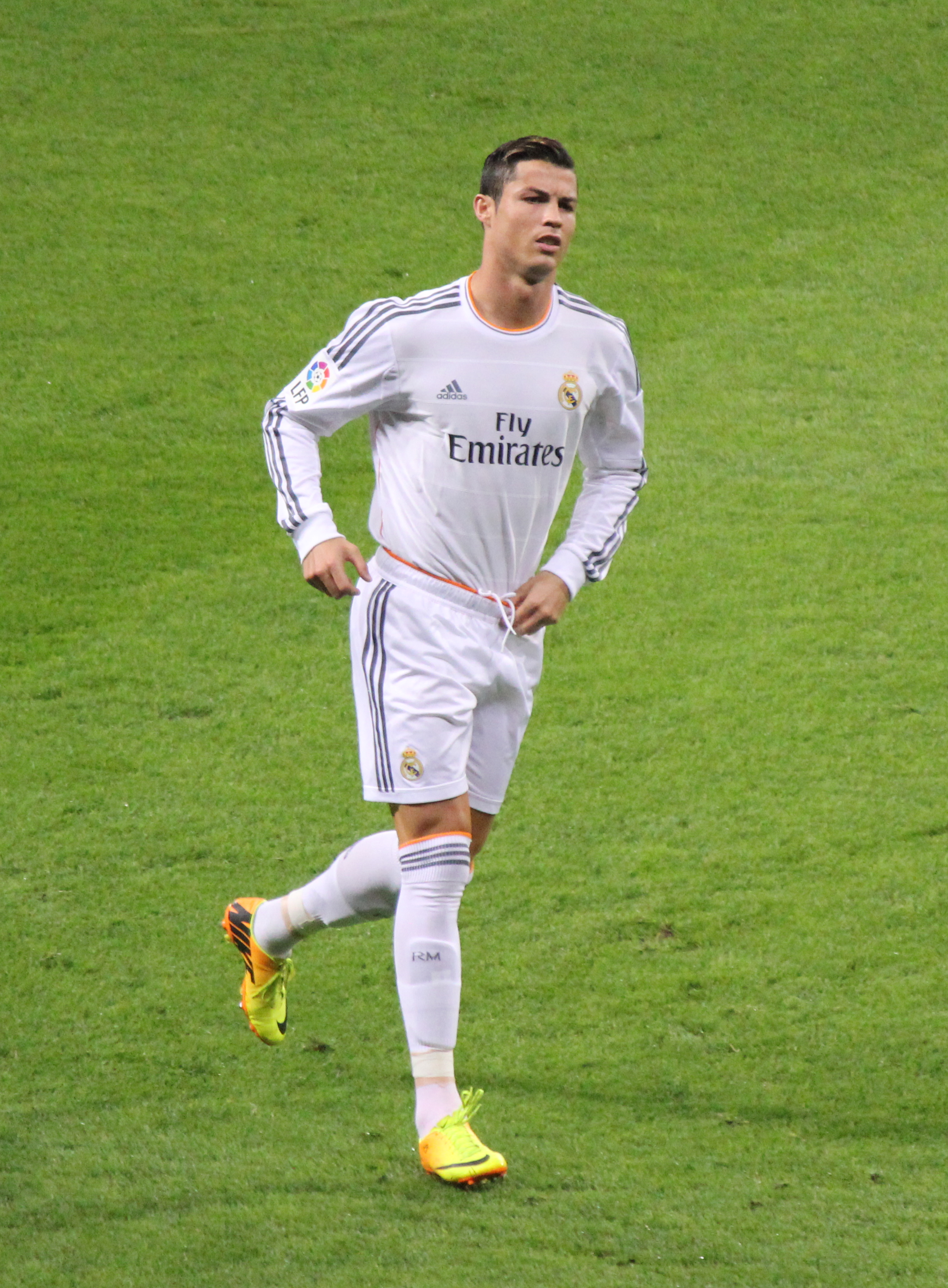
رونالدو در ۲۰۱۳

در ۲۳ اوت ۲۰۱۲، رونالدو نخستین گلش در این فصل را مقابل بارسلونا در ورزشگاه نیوکمپ، در بازی رفت سوپر جام اسپانیا، به‌ثمر رساند که البته رئال بازی را ۳–۲ باخت. اما در بازی برگشت که در ورزشگاه سانتیاگو برنابئو انجام شد، رئال با گل رونالدو بازی را ۲–۱ برد و قهرمان سوپر جام اسپانیا شد. او با رکورد گلزنی پنج بازی متوالی ال کلاسیکو ایوان زامورانو برابری کرد.
در ۲ سپتامبر ۲۰۱۲، رونالدو صد و پنجاهمین گلش برای رئال را مقابل گرانادا به‌ثمر رساند. پس از بازی، رونالدو اظهار کرد که از یک «مسئله حرفه‌ای» در باشگاه ناراضی است، و به همین دلیل از جشن گرفتن صد و پنجاهمین گل خود برای باشگاه، امتناع کرده است. چند تن از هم‌باشگاهی‌های او ادعا کردند که باشگاه و اعضای آن از رونالدو پشتیبانی می‌کند، اما نمایندهٔ او، خورخه مندس، از نارضایتی رونالدو سخن گفت. رونالدو گفت که این مسئله ربطی به پول و قراردادش با باشگاه ندارد، و رئیس باشگاه، فلورنتینو پرز، این موضوع را تأیید کرد. رئیس بارسلونا، خوآن لاپورتا، اظهار نظر کرد که رونالدو تحت فشار است و پس از انجام بازی‌های ملی، بیشتر بر روی موفقیت‌های خود در باشگاه متمرکز شده و گویا از باشگاه و اعضای آن انتظارات بیشتری دارد. همچنین ژوزه مورینیو گفت: «اگرچه رونالدو پر از غم و اندوه است، اما نقش خود را برای من به‌عنوان یک بازیکن به‌طور کامل بازی می‌کند؛ و برگزیدن آندرس اینیستا به‌عنوان بازیکن سال اروپا در فصل قبل، یکی از دلایل ناراحتی او است.»
تمام این حواشی اما آمار گلزنی رونالدو را تحت تأثیر قرار نداد. در ۱۸ سپتامبر، او نخستین گل خود در این فصل لیگ قهرمانان اروپا را مقابل منچستر سیتی به‌ثمر رساند که رئال بازی را ۲–۳ برد. در ۳۰ سپتامبر، رونالدو باری دیگر در لا لیگا، این بار مقابل دپورتیوو لاکرونیا هت‌تریک کرد و بازی با پیروزی ۵–۱ رئال به پایان رسید. در ۴ اکتبر، رونالدو اولین هت‌تریکش در لیگ قهرمانان اروپا را در پیروزی ۴–۱ مقابل آژاکس به ثبت رساند. چهار روز بعد در تساوی ۲–۲ در نیوکمپ که رونالدو دابل کرد، تبدیل به اولین بازیکنی شد که در شش ال کلاسیکو متوالی گلزنی می‌کند. در فصل ۱۳–۲۰۱۲ لیگ قهرمانان اروپا، او تنها گل رئال را در شکست ۴–۱ خارج از خانه مقابل بروسیا دورتموند در نیمه نهایی به ثمر رساند، اما رئال برای سومین سال متوالی با وجود پیروزی ۲–۰ در بازی برگشت، در مرحله نیمه نهایی حذف شد. رونالدو همچنین آقای گل این فصل رقابت‌ها بود.
او در پایان این فصل در مراسم توپ طلای ۲۰۱۲، پس مسی که برای چهارمین بار متوالی برنده شد، دوباره در جایگاه دوم قرار گرفت.

#### ۱۴–۲۰۱۳
در شروع فصل ۱۴–۲۰۱۳، رونالدو قراردادش را تا سال ۲۰۱۸ تمدید کرد، با دستمزد ۱۷ میلیون یورویی، که برای مدت کوتاهی به پردرآمدترین بازیکن فوتبال تبدیل شد. انتقال ۱۰۰ میلیون یورو ای گرت بیل به رئال، رکورد گران‌ترین نقل و انتقال فوتبال را که مادریدی‌ها چهار سال قبل برای رونالدو پرداخت کرده بودند، شکست. رونالدو و بیل به همراه کریم بنزما، یک مثلث تهاجمی در خط حمله تشکیل دادند که به بی‌بی‌سی (BBC، مخفف بیل، بنزما و کریستیانو) معروف شد. در اواخر نوامبر، وی ۳۲ گل در ۲۲ بازی برای باشگاه و تیم ملی، از جمله هت‌تریک مقابل گالاتاسرای، سویا، رئال سوسیداد، ایرلند شمالی و سوئد به ثمر رسانده بود. او سال ۲۰۱۳ را با ۶۹ گل در ۵۹ بازی به پایان رساند که بالاترین آمار گلزنی او در پایان یک فصل بود؛ رونالدو توپ طلای فیفا را در سال ۲۰۱۳ دریافت کرد، که تلفیقی از جوایز توپ طلا و جایزه بهترین بازیکن سال فوتبال جهان بود.

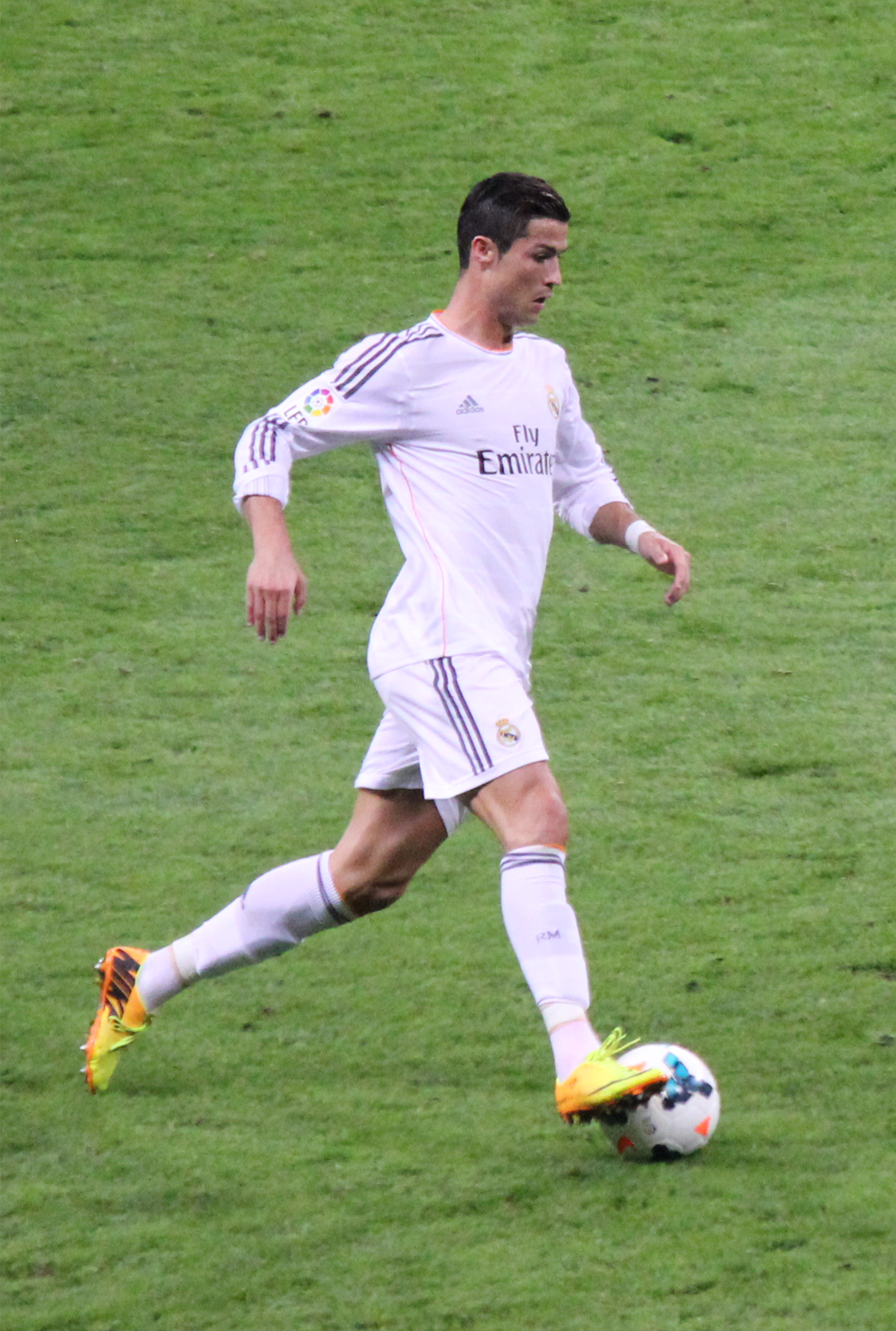
رونالدو در فصل ۱۴–۲۰۱۳ در راه رسیدن به لا دسیما، رکورد ۱۷ گل در لیگ قهرمانان اروپا را به ثبت رساند

همزمان با دستاوردهای فردی، رونالدو به بزرگ‌ترین موفقیت تیمی خود در اسپانیا تا به امروز رسید، زیرا رئال با تأثیر گذاری وی، لا دسیما، دهمین جام اروپایی شان را فتح کردند. پس از گلزنی از روی نقطه پنالتی در دقیقه ۱۲۰ در پیروزی نهایی ۴–۱ مقابل اتلتیکو مادرید، اولین بازیکنی شد که در فینال لیگ قهرمانان اروپا برای دو تیم برنده مختلف گلزنی می‌کند. عملکرد کلی او در فینال به دلیل مصدومیت، ضعیف بود. رونالدو در فینال برخلاف توصیه‌های پزشکی بازی کرد و بعداً گفت: «در زندگی خود بدون فداکاری برنده نمی‌شوید و باید ریسک کنید.» او به عنوان برترین گلزن مسابقات برای سومین بار، با رکورد ۱۷ گل، بهترین بازیکن یوفا در اروپا شد.
در کوپا دل ری، رونالدو با زدن دو پنالتی در مقابل اتلتیکو در ویسنته کالدرون، به رئال کمک کرد تا به فینال برسد، جایی که پس از گل اول، اکنون او در هر دقیقه از یک مسابقه فوتبال ۹۰ دقیقه ای گل زده بود. مشکلات ادامه‌دار زانو و ران او باعث شد تا فینال را از دست بدهد، اما رئال ۲–۱ بارسلونا را شکست داد و جام را به دست آورد. رونالدو در ۳۰ بازی لیگ ۳۱ گل به ثمر رساند که باعث شد جایزه پیچیچی و کفش طلای اروپا را برایش به ارمغان آورد که جایزه دومی را به‌طور مشترک با مهاجم لیورپول، لوئیس سوارز دریافت کرد. رونالدو چهارصدمین گل دوران حرفه ای خود را در مجموع ۶۵۳ بازی برای باشگاه و تیم‌ملی، در مقابل سلتاویگو در ۶ ژانویه به ثمر رساند؛ و این افتخار را به هموطنش اوزه‌بیو که دو روز قبل فوت کرده بود تقدیم کرد.
گل والی او در ۴ مه که در دقیقه آخر بازی با والنسیا به ثمر رسید (پنجاهمین گل او در تمام رقابت‌های این فصل)، به عنوان بهترین گل فصل توسط انجمن لالیگا انتخاب شد؛ و علاوه بر این رونالدو را به عنوان بهترین بازیکن فصل لالیگا معرفی کردند.

#### ۱۵–۲۰۱۴
در فصل ۱۵–۲۰۱۴، رونالدو رکورد گلزنی خود در تمام رقابت‌ها را از ۶۰ به ۶۱ افزایش داد، که ابتدا با هر دو گل پیروزی ۲–۰ رئال مقابل سویا در سوپر جام اروپا شروع شد. او با ۱۵ گل در هشت بازی اول لیگ، بهترین شروع گلزنی خود را داشت. رکورد بیست و سومین هت‌تریک او در لالیگا، که در برابر سلتاویگو در ۶ دسامبر به ثبت رساند، او را به سریع‌ترین بازیکنی تبدیل کرد که به ۲۰۰ گل در لالیگا می‌رسد. رونالدو پس از قهرمانی در جام باشگاه‌های جهان، توپ طلای ۲۰۱۴ را گرفت، که همانند یوهان کرایف، میشل پلاتینی و مارکو فان باستن برای سومین بار به این موفقیت رسید. رئال فصل را در جایگاه دوم لالیگا به پایان رساند و در مرحله نیمه نهایی لیگ قهرمانان اروپا نیز کنار رفت. هت‌تریک‌های بعدی او در برابر سویا، اسپانیول و ختافه، تعداد هت‌تریک‌هایش را به ۳۱ رساند، و رکورد دی استفانو با ۲۸ هت‌تریک را پشت سر گذاشت. او لیگ را با ۴۸ گل به پایان رساند و دومین جایزه پیچیچی و کفش طلای اروپا را برای چهارمین بار کسب کرد که یک رکورد بود.

#### ۱۶–۲۰۱۵

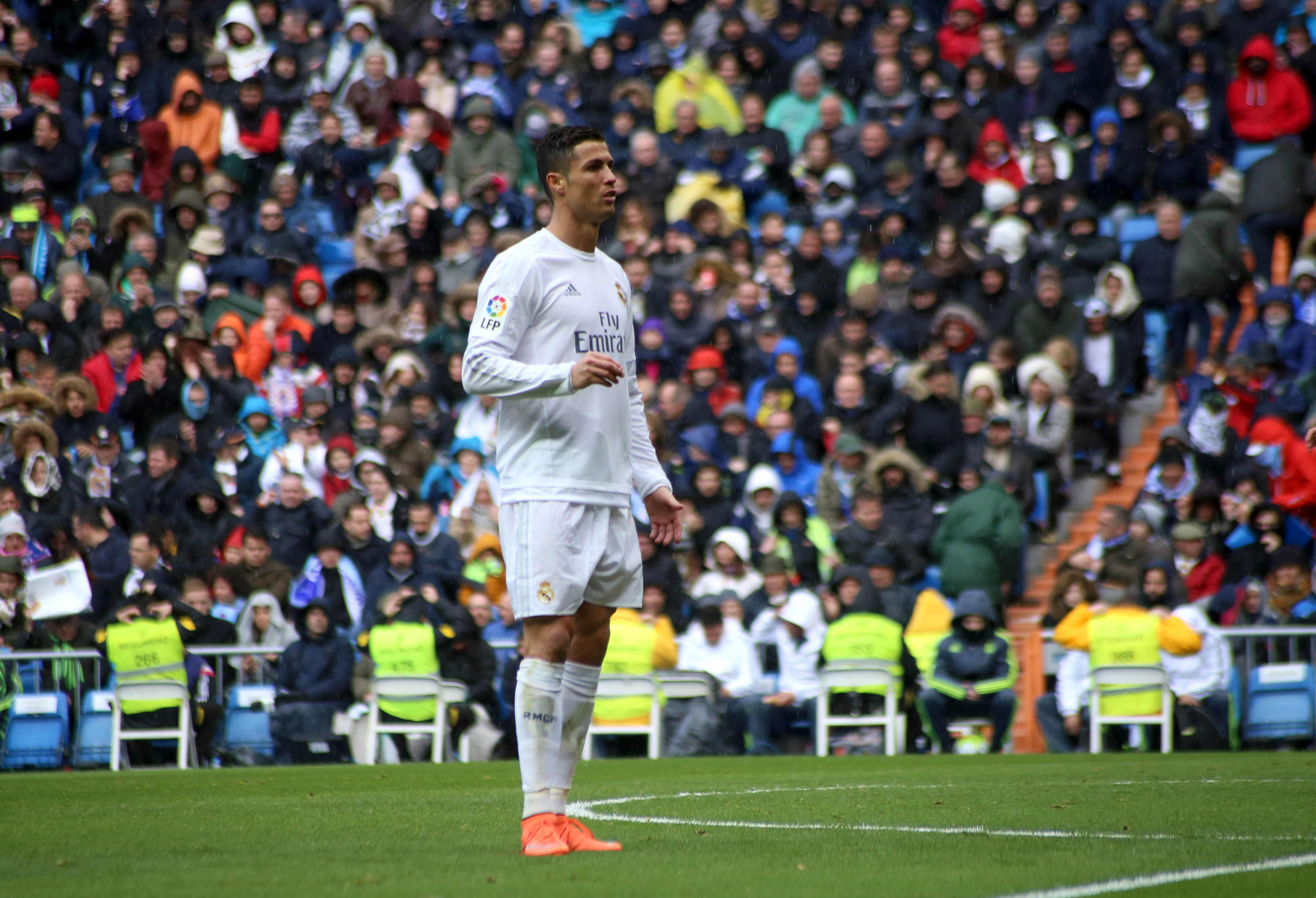
تا مارس ۲۰۱۶، رونالدو ۲۵۲ گل در ۲۲۸ بازی در لالیگا به ثمر رساند تا دومین گلزن برتر این رقابت‌ها شود

رونالدو در شروع هفتمین فصل حضورش در مادرید، ابتدا در لیگ و سپس در تمامی رقابت‌ها، بهترین گلزن تاریخ باشگاه شد. ۵ گل او در برد ۶–۰ خارج از خانه مقابل اسپانیول در ۱۲ سپتامبر، تعداد گل‌های او را در لالیگا به ۲۳۰ گل در ۲۰۳ بازی رساند و از رکورددار قبلی باشگاه، رائول، پیشی گرفت. یک ماه بعد، در ۱۷ اکتبر، او دوباره با زدن گل دوم در شکست ۳–۰ لوانته در برنابئو، مجموع گل‌های خود را برای باشگاه به ۳۲۴ گل رساند و در این زمینه نیز از رائول گذشت. رونالدو همچنین با هت‌تریک در اولین بازی گروهی مقابل شاختار دونتسک به بهترین گلزن تاریخ لیگ قهرمانان اروپا تبدیل شد و رکورد مسی در فصل قبل را که با ۷۷ گل در اختیارش بود، پشت سر گذاشت. دو گل در برابر مالمو اف‌اف در برد ۲–۰ خارج از خانه در ۳۰ سپتامبر باعث شد که او به ۵۰۰ گل برای باشگاه و کشورش برسد.
چهار گل رونالدو در برد خانگی ۷–۱ مقابل سلتا د ویگو در ۵ مارس ۲۰۱۶، مجموع گل‌های او را به ۲۵۲ گل در لالیگا رساند و تبدیل به دومین گلزن برتر تاریخ مسابقات پس از مسی شد. او مقابل ولفسبورگ هت‌تریک کرد تا تیمش به نیمه نهایی لیگ قهرمانان اروپا راه یابد. این هت‌تریک‌ها تعداد گل‌های او را در این رقابت‌ها به ۱۶ گل رساند و او را برای چهارمین فصل متوالی و در مجموع پنجمین بار تبدیل به گلزن برتر این رقابت‌ها کرد. رونالدو که مشکلاتی در وضعیت بدنی خود داشت، در تکرار فینال ۲۰۱۴، عملکرد ضعیفی در فینال مقابل اتلتیکو نشان داد؛ هرچند پنالتی او در ضربات پنالتی، رئال را برای یازدهمین بار قهرمان اروپا کرد. رونالدو آقای گل مسابقات شد و به جمع بازیکنانی پیوست که سه قهرمانی اروپا را در کارنامه دارند. برای ششمین سال متوالی، او فصل را با زدن بیش از ۵۰ گل در همه مسابقات به اتمام رساند. برای تلاش‌هایش در طول فصل، او برای دومین بار جایزه بهترین بازیکن اروپا را از یوفا دریافت کرد.

#### ۱۷–۲۰۱۶
رونالدو سه بازی اول رئال را در فصل ۱۷–۲۰۱۶، از جمله سوپر جام اروپا ۲۰۱۶ مقابل سویا را از دست داد، زیرا همچنان مشغول به ترمیم آسیب دیدگی زانو از بازی فینال یورو ۲۰۱۶ مقابل فرانسه بود. در ۱۵ سپتامبر، او پس از به ثمر رساندن گل تساوی دیرهنگام از ضربه ایستگاهی خود مقابل اسپورتینگ در لیگ قهرمانان، شادی نکرد و پس از بازی گفت: «کسی که الان هستم رو اونا ساختند». در ۷ نوامبر، قرارداد او برای دومین بار به مدت سه سال تا سال ۲۰۲۱ تمدید شد. در ۱۹ نوامبر، او در پیروزی ۳–۰ خارج از خانه مقابل اتلتیکو هت‌تریک کرد و با ۱۸ گل، بهترین گلزن تاریخ دربی مادرید شد. در ۱۵ دسامبر، رونالدو ۵۰۰ گل حرفه باشگاهی خود را در پیروزی ۲–۰ مقابل کلاب آمریکا در نیمه نهایی جام باشگاه‌های جهان ۲۰۱۶ به ثمر رساند. او سپس در پیروزی۴–۲ مقابل تیم ژاپنی کاشیما آنتلرز در فینال هت‌تریک کرد. رونالدو با چهار گل مسابقات را به عنوان بهترین گلزن به پایان رساند و همچنین به عنوان بهترین بازیکن مسابقات انتخاب شد. او برنده توپ طلای ۲۰۱۶، چهارمین توپ طلای خود، و در نخستین دوره جوایز بهترین‌های فیفا، بهترین بازیکن مرد فیفا شد، که احیای مراسم بهترین بازیکن سال سابق فیفا بود؛ و این دستاوردها را تا حد زیادی مدیون موفقیتش با پرتغال در قهرمانی یورو ۲۰۱۶ بود.

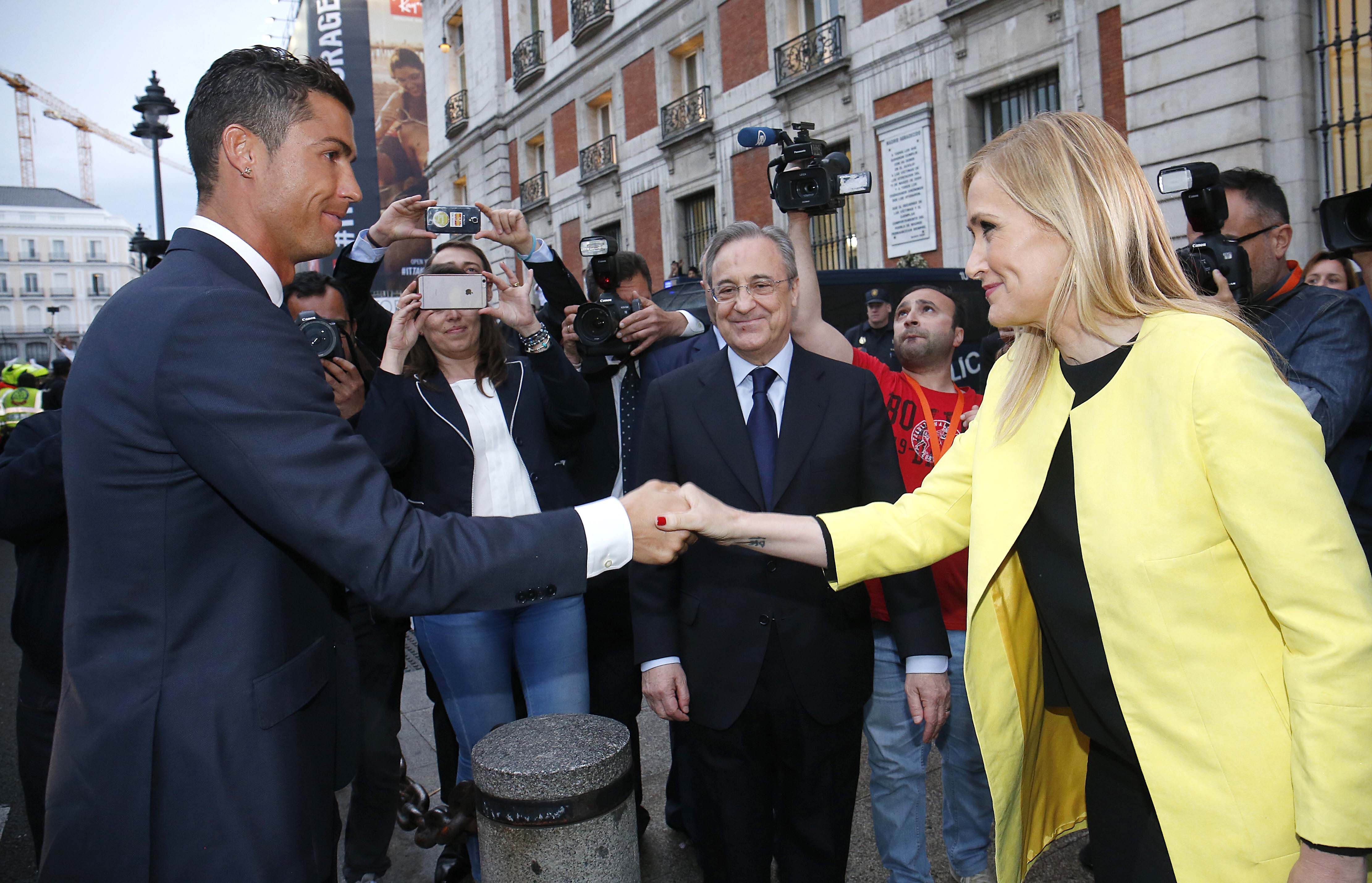
رونالدو در کنار کریستینا سیفوئنتس، از مسئولین دولتی اهل مادرید، در جشن قهرمانی لیگ قهرمانان ۲۰۱۶ در مادرید

در مرحله یک چهارم نهایی لیگ قهرمانان اروپا ۱۷–۲۰۱۶ در برابر بایرن در آوریل، رونالدو هر دو گل را در برد ۲–۱ خارج از خانه به ثمر رساند و با تبدیل شدن به اولین بازیکنی که به ۱۰۰ گل در رقابت‌های باشگاهی یوفا می‌رسد، تاریخ ساز شد. در بازی برگشت، رونالدو با یک هت‌تریک عالی به صدمین گل خود در لیگ قهرمانان رسید و اولین بازیکنی شد که موفق به انجام این کار شده است، به طوری که رئال پس از وقت‌های اضافه بار دیگر بایرن را با نتیجه ۴–۲ شکست داد. در ۲ مه، رونالدو یک هت‌تریک دیگر ثبت کرد و رئال، اتلتیکو را ۳–۰ در بازی رفت نیمه نهایی لیگ قهرمانان اروپا شکست داد که صعود رئال به فینال را آسان کرد. در ۱۷ مه، رونالدو با زدن ۲ گل به سلتا د ویگو از جیمی گریوس به عنوان بهترین گلزن تاریخ در پنج لیگ برتر اروپایی، سبقت گرفت.
او فصل را با ۴۲ گل در تمام مسابقات به پایان برد و به رئال برای اولین قهرمانی خود در لالیگا از سال ۲۰۱۲ کمک زیادی کرد. در فینال لیگ قهرمانان اروپا، رونالدو در پیروزی ۴–۱ مقابل یوونتوس دو گل به ثمر رساند که گل دوم او ششصدمین گل دوران حرفه ای اش بود. رونالدو در این فصل ۱۲ گل زد تا برای پنجمین فصل متوالی به عنوان برترین گلزن رقابت‌ها (ششمین فصل در مجموع) شناخته شود و اولین بازیکنی شد که در سه فینال لیگ قهرمانان اروپا گلزنی کرده است. همچنین رئال به اولین تیمی تبدیل شد که در دو فینال پیاپی لیگ قهرمانان، پیروز می‌شود.

#### ۱۸–۲۰۱۷
در شروع فصل ۱۸–۲۰۱۷، رونالدو گل دوم مادریدی‌ها را در دقیقه ۸۰ در پیروزی ۳–۱ مقابل بارسلونا در بازی اول سوپر جام اسپانیا ۲۰۱۷ در نیوکمپ به ثمر رساند. او دو دقیقه بعد از بازی اخراج شد و بازی برگشت را از دست داد، اما رئال در مجموع قهرمان شد. در ۲۳ اکتبر، عملکرد او در طول سال ۲۰۱۷ باعث شد که برای دومین سال متوالی جایزه بهترین بازیکن مرد فیفا را دریافت کند. در ۶ دسامبر، او اولین بازیکنی شد که در هر ۶ بازی مرحله گروهی لیگ قهرمانان اروپا گلزنی کرد. یک روز بعد، رونالدو برنده توپ طلای ۲۰۱۷ شد و پنجمین بار جایزه خود را، در برج ایفل پاریس دریافت کرد. در ۱۶ دسامبر، ضربه آزادی را تبدیل به گل کرد، و رئال با شکست دادن گرمیو در فینال، دومین قهرمانی متوالی خود در جام باشگاه‌های جهان کسب کرد. در ۱۸ مارس، او به پنجاهمین هت‌تریک حرفه ای خود رسید و چهار گل در برد ۶–۳ مقابل خیرونا به ثمر رساند.
در ۳ آوریل، رونالدو دو گل اول را در برد ۳–۰ خارج از خانه مقابل یوونتوس در مرحله یک چهارم نهایی لیگ قهرمانان اروپا ۱۸–۲۰۱۷ به ثمر رساند، که گل دوم او یک قیچی برگردان آکروباتیک بود؛ پای رونالدو تقریباً ۷ فوت و ۷ اینچ (۲٫۳۱ متر) از زمین بلند شد که پس از گل طرفداران حریف در استادیوم، ایستاده او را تشویق کردند. مدافع یوونتوس، آندره‌آ بارتزالی، آن را یک «گل پلی استیشنی» توصیف کرد و همچنین انبوهی از تمجیدهای بازیکنان، کارشناسان و مربیان را به همراه داشت. این گل بر اساس نظرسنجی یوفا، به عنوان بهترین گل فصل ۱۸–۲۰۱۷ فوتبال اروپا انتخاب شد.

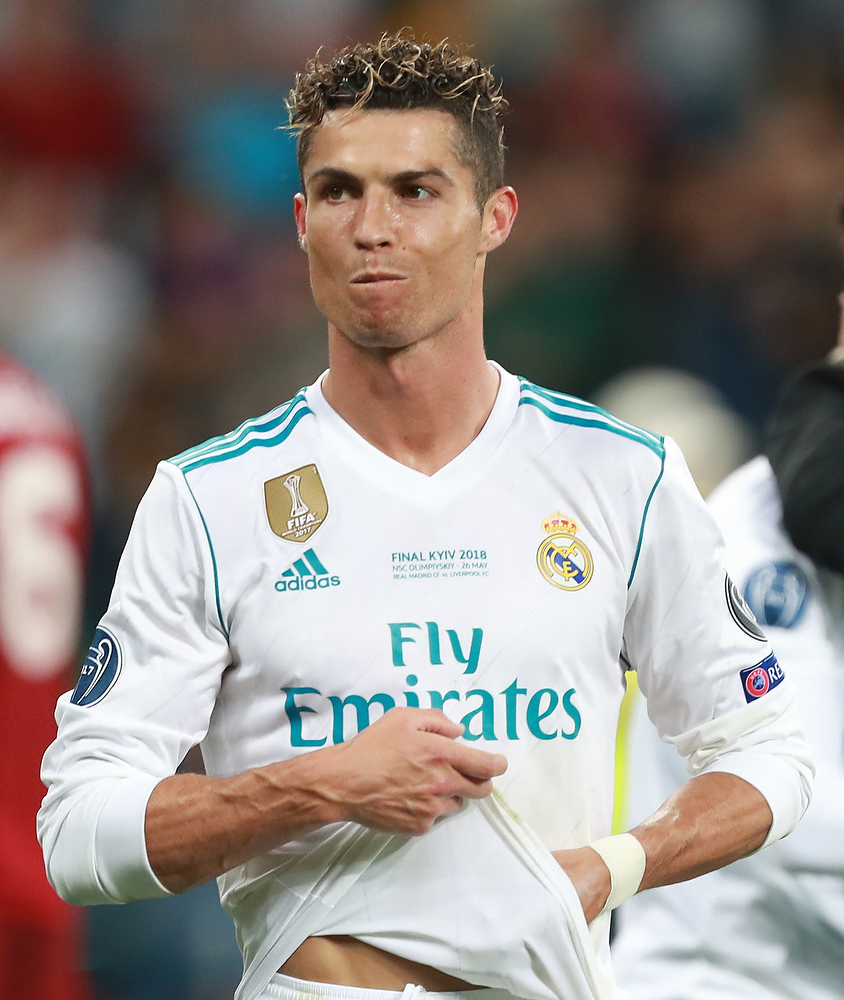
رونالدو در فینال لیگ قهرمانان اروپا ۲۰۱۸، در آخرین بازی خود برای رئال مادرید

در ۱۱ آوریل، او در بازی برگشت در خانه، دقیقه ۹۸ در وقت اضافه با یک ضربه پنالتی در شکست ۳–۱ به یوونتوس گل زد، که باعث شد رئال در مجموع ۴–۳ صعود کند. این دهمین گل او در برابر یوونتوس بود، یک رکورد در لیگ قهرمانان اروپا در برابر یک باشگاه. در فینال رقابت‌ها در ۲۶ مه، رئال، لیورپول را ۳–۱ شکست داد که رونالدو پنجمین عنوان قهرمانی خود در لیگ قهرمانان را به دست آورد، و اولین بازیکنی شد که به این دستاورد رسیده است. او برای ششمین فصل متوالی با ۱۵ گل به عنوان بهترین گلزن مسابقات انتخاب شد. رونالدو پس از فینال به دوران حضور خود در مادرید در سالیان گذشته اشاره کرد و این گمانه‌زنی را برانگیخت که او می‌خواهد باشگاه را ترک کند.

### یوونتوس
علیرغم ماه‌ها مذاکره برای امضای قراردادی جدید با رئال مادرید، در ۱۰ ژوئیه ۲۰۱۸، رونالدو در یک انتقال ۱۱۲ میلیون یورویی، قراردادی چهار ساله با باشگاه ایتالیایی یوونتوس امضا کرد. این انتقال، گران‌قیمت‌ترین رقم برای یک بازیکن بالای ۳۰ سال بود، و همچنین بالاترین مبلغی که یک باشگاه ایتالیایی برای یک بازیکن هزینه کرده‌بود. رونالدو پس از امضای قرارداد اعلام کرد که به یک چالش جدید نیاز داشته و به همین دلیل تصمیم به ترک رئال مادرید گرفت؛ اما بعداً گفت که به خاطر فلورنتینو پرز، رئال را ترک کردم.

#### ۱۹–۲۰۱۸
در ۱۸ اوت، رونالدو اولین بازی خود را در پیروزی ۳–۲ خارج از خانه مقابل کیه‌وو ورونا انجام داد. در ۱۶ سپتامبر، رونالدو اولین گل‌های خود را برای یوونتوس در چهارمین بازی خود در برد خانگی ۲–۱ مقابل ساسولو در سری آ به ثمر رساند. دومین گل او در مجموع، چهارصدمین گل رده باشگاهی‌اش بود. در ۱۹ سپتامبر، در اولین بازی خود در لیگ قهرمانان اروپا برای یوونتوس، او در دقیقه ۲۹ به دلیل رفتار خشونت‌آمیز از بازی اخراج شد که اولین کارت قرمز پس از ۱۵۴ بازی او در این مسابقات بود. و در برد خانگی ۱–۰ مقابل والنسیا با گل ماریو مانجوکیچ که راه رفتن یوونتوس را به مرحله حذفی مسابقات قطعی کرد، رونالدو به اولین بازیکنی در تاریخ تبدیل شد که در ۱۰۰ بازی لیگ قهرمانان پیروز شده است. پس از کسب مقام دوم در هر دو عنوان بهترین بازیکن مرد یوفا و بهترین بازیکن مرد فیفا، برای اولین بار در سه سال گذشته، پشت سر هم تیمی سابق خود لوکا مودریچ، باز هم در جایگاه دوم برای توپ طلای ۲۰۱۸ قرار گرفت. رونالدو اولین جام خود را با این باشگاه در ۱۶ ژانویه ۲۰۱۹، در سوپرجام ایتالیا، پس از به ثمر رساندن تنها گل بازی با ضربه سر مقابل میلان به دست آورد.
در ۱۰ فوریه، رونالدو در پیروزی ۳–۰ مقابل ساسولو گلزنی کرد، نهمین بازی متوالی خارج از خانه که در آن در لیگ گلزنی کرده بود، و با رکورد جوزپه سینیوری در سری آ با رکورد بیشترین بازی‌های خارج از خانه متوالی با حداقل یک گل برابری کرد. در ۱۲ مارس، رونالدو در برد خانگی ۳–۰ مقابل اتلتیکو در بازی برگشت مرحله یک شانزدهم نهایی لیگ قهرمانان اروپا، هت‌تریک کرد و یوونتوس را با وجود شکست ۲–۰ در بازی رفت، به مرحله یک چهارم نهایی رساند. ماه بعد، او صد و بیست و پنجمین گل خود را در این رقابت‌ها به ثمر رساند و در تساوی ۱–۱ خارج از خانه در بازی اول یک چهارم نهایی مقابل آژاکس در ۱۰ آوریل، دروازه حریف را باز کرد. در بازی برگشت در تورین در ۱۶ آوریل، او گل اول را به ثمر رساند، اما یوونتوس در نهایت بازی را ۲–۱ باخت و از مسابقات حذف شد. در ۲۰ آوریل، رونالدو در بازی با فیورنتینا که یوونتوس هشتمین قهرمانی متوالی خود را پس از پیروزی ۲–۱ خانگی به دست آورد، تبدیل به اولین بازیکنی شد که عناوین لیگ را در انگلیس، اسپانیا و ایتالیا کسب کرد. در ۲۷ آوریل، او ششصدمین گل دوران باشگاهی خود را به ثمر رساند که گل تساوی ۱–۱ خارج از خانه در برابر اینتر میلان بود. رونالدو با ۲۱ گل و ۸ پاس گل، اولین فصل حضورش در سری آ را پایان رساند و برنده جایزه با ارزش‌ترین بازیکن سری آ شد.

#### ۲۰–۲۰۱۹

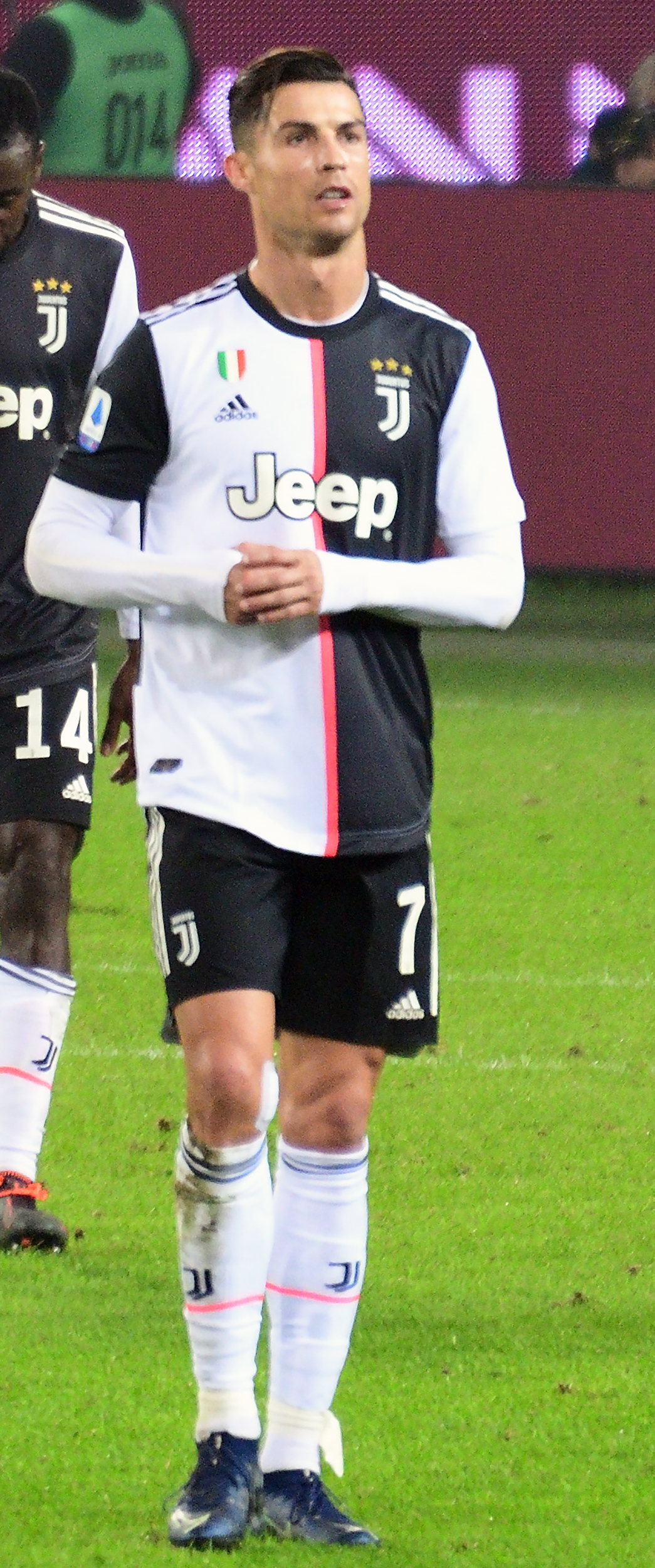
رونالدو با یوونتوس مقابل تورینو در فصل ۲۰–۲۰۱۹

رونالدو اولین گل خود در فصل ۲۰–۲۰۱۹ را در پیروزی ۴–۳ خانگی مقابل ناپولی در لیگ در ۳۱ اوت ۲۰۱۹ به ثمر رساند. در ۲۳ سپتامبر، او در جایگاه سوم جایزه بهترین بازیکن مرد فیفا قرار گرفت. در ۱ اکتبر، او به چندین رکورد در پیروزی ۳–۰ یوونتوس در مرحله گروهی لیگ قهرمانان اروپا مقابل بایر لورکوزن رسید: او در چهاردهمین فصل متوالی گلزنی کرد و با رکورد رائول و مسی برابری کرد، رکورد ایکر کاسیاس را برای بیشترین پیروزی در لیگ قهرمانان در تمام دوران شکست، و با رکورد رائول در گلزنی در برابر ۳۳ حریف مختلف برابری کرد. در ۱۸ دسامبر، رونالدو با ارتفاع ۲٫۵۷ متر (بالاتر از تیر عرضی)، پرید تا در برد ۲–۱ خارج از خانه مقابل سمپدوریا، گل پیروزی را با ضربه سر بزند. او اولین هت‌تریک خود در سری آ را در ۶ ژانویه ۲۰۲۰ در برد خانگی ۴–۰ مقابل کالیاری به ثمر رساند. پنجاه و ششمین هت‌تریک حرفه ای او، پس از الکسیس سانچز دومین بازیکنی شد که در لیگ برتر، لالیگا و سری آ هت‌تریک می‌کند. در ۲ فوریه، در پیروزی ۳–۰ خانگی مقابل فیورنتینا، دو بار از روی نقطه پنالتی گلزنی کرد و با رکورد دیوید ترزگه که در ۹ بازی متوالی لیگ برای باشگاه گلزنی کرده بود، برابری کرد، و شش روز بعد با زدن دهمین گل متوالی رکوردار شد، در شکست ۲–۱ خارج از خانه لیگ به هلاس ورونا. در ۲۲ فوریه با گلزنی در پیروزی ۲–۱ خارج از خانه مقابل اسپال، که هزارمین بازی دوران ورزشی خود را انجام داد، رونالدو در کنار گابریل باتیستوتا و فابیو کوالیارلا در رکورد بیشترین بازی متوالی خارج از خانه سری آ با حداقل یک گل زده در یک فصل، قرار گرفت.
در ۴ ژوئیه، او بیست و پنجمین گل لیگ خود را از روی یک ضربه ایستگاهی در پیروزی ۴–۱ خانگی مقابل تورینو به ثمر رساند و اولین بازیکن یوونتوس شد که پس از عمر سیوری در سال ۱۹۶۱ به این تعداد گل رسید. این گل همچنین اولین گل او از یک ضربه ایستگاهی برای یوونتوس پس از ۴۳ تلاش ناموفق بود. در ۲۰ ژوئیه، رونالدو در برد خانگی ۲–۱ مقابل لاتزیو دو گل زد که اولین گل او، پنجاهمین گلش در سری آ بود. او بعد از گونار نوردال دومین بازیکن سریعی بود که به این نقطه رسید و اولین بازیکن تاریخ شد که در لیگ برتر، لالیگا و سری آ، حداقل ۵۰ گل به ثمر رساند. او همچنین به ۳۰ گل‌زده در لیگ برای این فصل رسید و پس از فلیچه بورل در ۱۹۳۴ و یان هانسن در ۱۹۵۲، سومین بازیکن تاریخ یوونتوس از این حیث شد.
علاوه بر این، او با سن ۳۵ سال و ۱۶۶ روز، مسن‌ترین بازیکنی شد که بیش از ۳۰ گل در یکی از پنج لیگ برتر اروپایی از زمان رونی روک با آرسنال در سال ۱۹۴۸ به ثمر رسانده است. در ۲۶ ژوئیه، رونالدو در پیروزی خانگی ۲–۰ مقابل سمپدوریا گل اول را به ثمر رساند تا یوونتوس برای نهمین بار متوالی قهرمان سری آ شود. او فصل دوم خود در سری آ را با ۳۱ گل به پایان رساند و پس از برنده کفش طلای اروپا، چیرو ایموبیله با ۳۶ گل، تبدیل به دومین گلزن برتر لیگ شد. در ۷ اوت، رونالدو در برد خانگی ۲–۱ مقابل لیون در بازی برگشت مرحله یک شانزدهم نهایی لیگ قهرمانان اروپا، یک گل زد و فصل را با ۳۷ گل در تمامی رقابت‌ها به اتمام رساند. این آمار باعث شد تا رکورد بازیکنان باشگاهش را با ۳۶ گل در یک فصل بشکند. علیرغم پیروزی، مجموع هر دو بازی رفت و برگشت با لیون ۲–۲ مساوی شد و یوونتوس بر اساس قانون گل‌های خارج از خانه، از لیگ قهرمانان این فصل حذف شد.

#### ۲۱–۲۰۲۰
در ۲۰ سپتامبر ۲۰۲۰، رونالدو در بازی ابتدایی این فصل لیگ در پیروزی خانگی ۳–۰ مقابل سمپدوریا برای یوونتوس گلزنی کرد. در ۱ نوامبر، پس از گذشت نزدیک به سه هفته برای بهبودی کووید ۱۹ اش، او به بازی در مقابل اسپتزیا بازگشت. او در نیمه دوم به زمین آمد و پس از سه دقیقه از حضورش گلزنی کرد، و در ادامه گل دومش را از روی نقطه پنالتی در برد نهایی ۴–۱ خارج از خانه به ثمر رساند. در ۲ دسامبر، او در بازی مرحله گروهی لیگ قهرمانان اروپا، گلی را به دیناموکی‌یف زد که هفتصد و پنجاهمین گل دوران ورزشی‌اش بود. رونالدو صدمین بازی خود را در تمامی رقابت‌ها برای یوونتوس در ۱۳ دسامبر انجام داد و دو پنالتی را در برد ۳–۱ مقابل جنوا در لیگ تبدیل به گل کرد تا تعداد گل‌های خود را برای یوونتوس در مجموع به ۷۹ برساند. در ۲۰ ژانویه ۲۰۲۱، یوونتوس پس از پیروزی ۲–۰ مقابل ناپولی، قهرمان سوپرجام ایتالیا ۲۰۲۰ شد که رونالدو گل اول را به ثمر رسانده بود. در ۲ مارس، او یک گل در برد ۳–۰ مقابل اسپتزیا به ثمر رساند تا اولین بازیکنی باشد که در ۱۲ فصل متوالی حداقل ۲۰ گل در پنج لیگ برتر اروپا به ثمر رسانده است. در ۱۴ مارس، او پنجاه و هفتمین هت‌تریک دوران حرفه ای خود را در پیروزی ۳–۱ خارج از خانه مقابل کالیاری به ثمر رساند. در ۱۲ مه، رونالدو در پیروزی ۳–۱ خارج از خانه مقابل ساسولو یک گل به ثمر رساند تا در صد و سی و یکمین بازی خود به صدمین گل خود برای یوونتوس در تمامی رقابت‌ها برسد و تبدیل به سریع‌ترین بازیکن یوونتوس شود که به این موفقیت دست یافته است. با پیروزی یوونتوس در فینال کوپا ایتالیا ۲۰۲۱ در ۱۹ مه، رونالدو به اولین بازیکن تاریخ تبدیل شد که هر قهرمانی مهم داخلی را در انگلیس، اسپانیا و ایتالیا کسب کرده است. رونالدو در این فصل ۲۹ گل زد و به عنوان بهترین گلزن سری آ، جایزه کاپوکانونیره را دریافت کرد و اولین فوتبالیستی شد که به عنوان بهترین گلزن در لیگ‌های معتبر انگلیس، اسپانیا و ایتالیا انتخاب شده است.
در ۲۲ اوت، رونالدو اولین بازی فصل جدید را روی نیمکت آغاز کرد و به عنوان جانشین آلوارو موراتا در تساوی ۲–۲ مقابل اودینزه وارد زمین شد و گلی به ثمر رساند که توسط وی‌ای‌آر مردود اعلام شد. اگرچه ماسیمیلیانو آلگری سرمربی تیم اعلام کرد که این تصمیم به دلیل وضعیت آمادگی جسمانی رونالدو بوده است، اما گزارش‌هایی منتشر شد که او قبل از بسته شدن پنجره نقل و انتقالات باشگاه را ترک خواهد کرد، و رونالدو گفت که «هیچ تصمیمی» برای ماندن در یوونتوس ندارد. در ۲۶ اوت، رونالدو و مدیر برنامه‌اش خورخه مندس به توافق شفاهی با منچستر سیتی رسیده‌اند، اما یوونتوس روز بعد به دلیل هزینه کلی انتقال از این معامله خارج شد. در همان روز، تأیید شد که رقیب سیتی، منچستر یونایتد، باشگاه سابق رونالدو، برای جذب او وارد مذاکره شده‌اند؛ پس از اینکه الکس فرگوسن و چندین هم تیمی سابق برای متقاعد کردنش با او تماس گرفتند.

### بازگشت به منچستر یونایتد
در ۲۷ اوت ۲۰۲۱، منچستر یونایتد اعلام کرد که با یوونتوس برای بازگشت مجدد رونالدو، مشروط به شرایطی به توافق رسیده است. این انتقال به مبلغ ۱۲٫۸۵ میلیون پوند اولیه، با قراردادی دو ساله که یک سال اختیاری بود، در ۳۱ اوت انجام شد. رونالدو پس از موافقت ادینسون کاوانی برای تغییر پیراهنش به شماره ۲۱، شماره ۷ را دریافت کرد. گزارش شد که ۲۴ ساعت اول فروش پیراهن رونالدو، رکورد تاریخ را پس از یک انتقال شکسته است؛ با پیشی گرفتن از مسی پس از انتقال او به پاری سن ژرمن.

#### ۲۲–۲۰۲۱

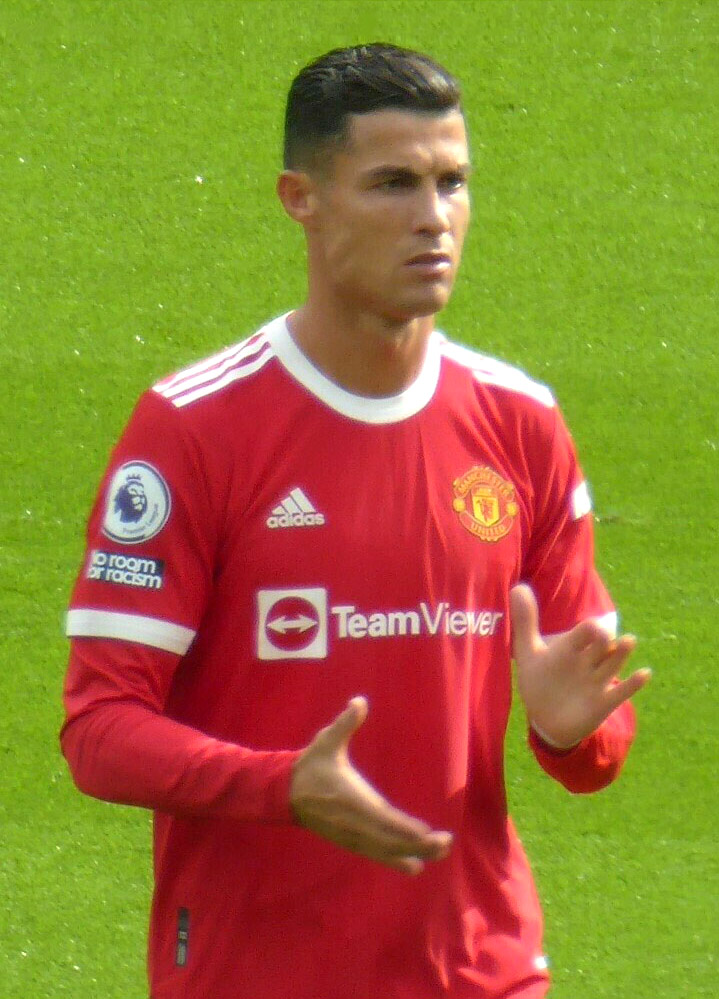
رونالدو در بازی لیگ برتر مقابل نیوکاسل در سپتامبر ۲۰۲۱، اولین بازی او در بازگشت به منچستر یونایتد

در ۱۱ سپتامبر، رونالدو اولین بازی خود را در بازگشت دوباره به اولدترافورد انجام داد و دو گل اولش را در پیروزی ۴–۱ مقابل نیوکاسل به ثمر رساند. در ۲۹ سپتامبر، او در پیروزی ۲–۱ یونایتد در خانه مقابل ویارئال در لیگ قهرمانان اروپا، یک گل در آخرین لحظات به ثمر رساند و از کاسیاس به عنوان بازیکنی که بیشترین حضور در این رقابت‌ها را داشت، پیشی گرفت. در ۲۳ نوامبر، رونالدو پس از زدن گل نخست پیروزی ۲–۰ یونایتد در خارج از خانه مقابل ویارئال، اولین بازیکنی شد که در پنج بازی متوالی لیگ قهرمانان اروپا برای یک باشگاه انگلیسی گلزنی کرد و شش گل او در این مرحله برای صعود یونایتد به مرحله یک‌هشتم نهایی به عنوان تیم اول گروه بسیار مهم بود. در ۲ دسامبر، رونالدو دو گل در برد ۳–۲ خانگی در لیگ مقابل آرسنال به ثمر رساند که باعث شد او از هشتصدمین گل دوران حرفه ای خود عبور کند.
ماه بعد، پس از تحمل اختلافات به وجود آمده با هم تیمی‌هایش و سرمربی موقت تیم، رالف رانگنیک، عملکرد او و تیمش در ادامه فصل کاهش یافت و رونالدو با بدترین آمار گلزنی خود از سال ۲۰۱۰ در دوران حضورش در رئال مادرید، یعنی دو ماه بدون گلزنی برابری کرد. پس از مصدومیت همسترینگ، که باعث شد دربی منچستر مقابل سیتی را از دست بدهد، رونالدو در ۱۲ مارس از مصدومیت بازگشت و در پیروزی ۳–۲ مقابل تاتنهام هت‌تریک کرد که جوزف بیکان را در رکورد گلزنی در فوتبال حرفه ای با ۸۰۷ گل پشت سر گذاشت. هرچند اتحادیه فوتبال جمهوری چک ادعا کرد که بیکان، ۸۲۱ گل به ثمر رسانده است. در ۱۶ آوریل، رونالدو پنجاهمین هت‌تریک دوران باشگاهی خود را در پیروزی ۳–۲ مقابل نوریچ سیتی به ثبت رساند. در ۲۳ آوریل، او صدمین گل خود را در لیگ برتر در شکست ۳–۱ مقابل آرسنال به ثمر رساند. او پس از گلزنی در مسابقات بعدی مقابل چلسی و برنتفورد، به عنوان بهترین بازیکن ماه آوریل لیگ برتر انتخاب شد.
او فصل را با ۲۴ گل در تمامی رقابت‌ها به اتمام رساند، که ۱۸ گل از آن‌ها مربوط به لیگ برتر بود و سومین گلزن برتر لیگ پس از محمد صلاح و سون هیونگ مین شد. همچنین در تیم منتخب لیگ قرار گرفت و به عنوان بهترین بازیکن یونایتد، جایزه سر مت بازبی را دریافت کرد. با این حال، یونایتد در جایگاه ناامیدکننده ششم قرار گرفت که جواز حضور در لیگ اروپا را کسب کرد و برای اولین بار از سال ۲۰۱۰، یک فصل بدون جام برای رونالدو به پایان رسید.

#### ۲۰۲۲: فصل آخر و جدایی
رونالدو تور پیش فصل باشگاه در تایلند و استرالیا را به دلایل خانوادگی از دست داد؛ گزارش‌هایی مبنی بر تمایل او به ترک و پیوستن به باشگاهی که در لیگ قهرمانان اروپا حضور دارد دیده شد، علیرغم اصرار اریک تن هاخ، سرمربی جدید، که او برای فروش نیست و بخشی از برنامه‌های باشگاه است. مدیر برنامه او خورخه مندس، مذاکره با باشگاه‌های مختلفی را برای انتقال قرضی یا آزاد آغاز کرد، از جمله بایرن مونیخ، پاری سن ژرمن و چلسی با مالک جدیدش، تاد بوهلی که علاقه‌مند به انتقال او بود؛ با این حال، با توجه به سن او، هزینه کلی انتقال و تقاضای دستمزدهای بالا، چندین باشگاه اروپایی فرصت جذب او را رد کردند؛ به‌ویژه چلسی پس از اینکه سرمربی آنها توماس توخل موافقت نکرد.

رونالدو پس از ناکامی در انتقال، جایگاه خود را در ترکیب اصلی به مارکوس رشفورد و آنتونی مارسیال از دست داد و تنها در مسابقات لیگ اروپا حضور داشت. او اولین گل خود را در این مسابقات در مقابل شریف تیراسپول در ۱۵ سپتامبر در سن ۳۷ سالگی به ثمر رساند. در ۲ اکتبر، رونالدو در باخت ۶–۳ یونایتد مقابل منچسترسیتی، یک بازیکن ذخیره بدون استفاده شد و تن هاخ گفت که «به رسم ادب و احترام به مسیر حرفه اش»، نمی‌خواستم او را در این بازی به زمین بفرستم. در ۹ اکتبر، رونالدو به عنوان یار تعویضی وارد زمین شد و هفتصدمین گل دوران باشگاهی خود را در پیروزی ۲–۱ مقابل اورتون به ثمر رساند. ده روز بعد، رونالدو در جریان بازی خانگی مقابل تاتنهام حاضر نشد به عنوان بازیکن تعویضی به میدان برود و قبل از سوت پایان بازی، نیمکت را ترک کرد. تن هاخ، با کنار گذاشتنش از فهرست بازیکنان برای بازی آتی با چلسی، ضمن تنبیه، او را وادار کرد جدا از تیم اصلی تمرین کند. پس از گفتگو با سرمربی، رونالدو به تمرینات بازگشت و در پیروزی خانگی یونایتد مقابل شریف در ۲۷ اکتبر گل سوم تیمش را به ثمر رساند و صعود یونایتد به مرحله حذفی لیگ اروپا را تضمین کرد. تن هاخ رونالدو را به عنوان کاپیتان تیم در برابر استون ویلا در ۶ نوامبر قرار داد، و گفت که رونالدو «بخش مهمی از تیم است، ما از او راضی هستیم و اکنون او باید حتی بیشتر نقش رهبری را بر عهده بگیرد». رونالدو سپس بازی‌های بعدی یونایتد را قبل از تعطیلات جام جهانی از دست داد، با اعلام تن هاخ که رونالدو مریض بوده است.

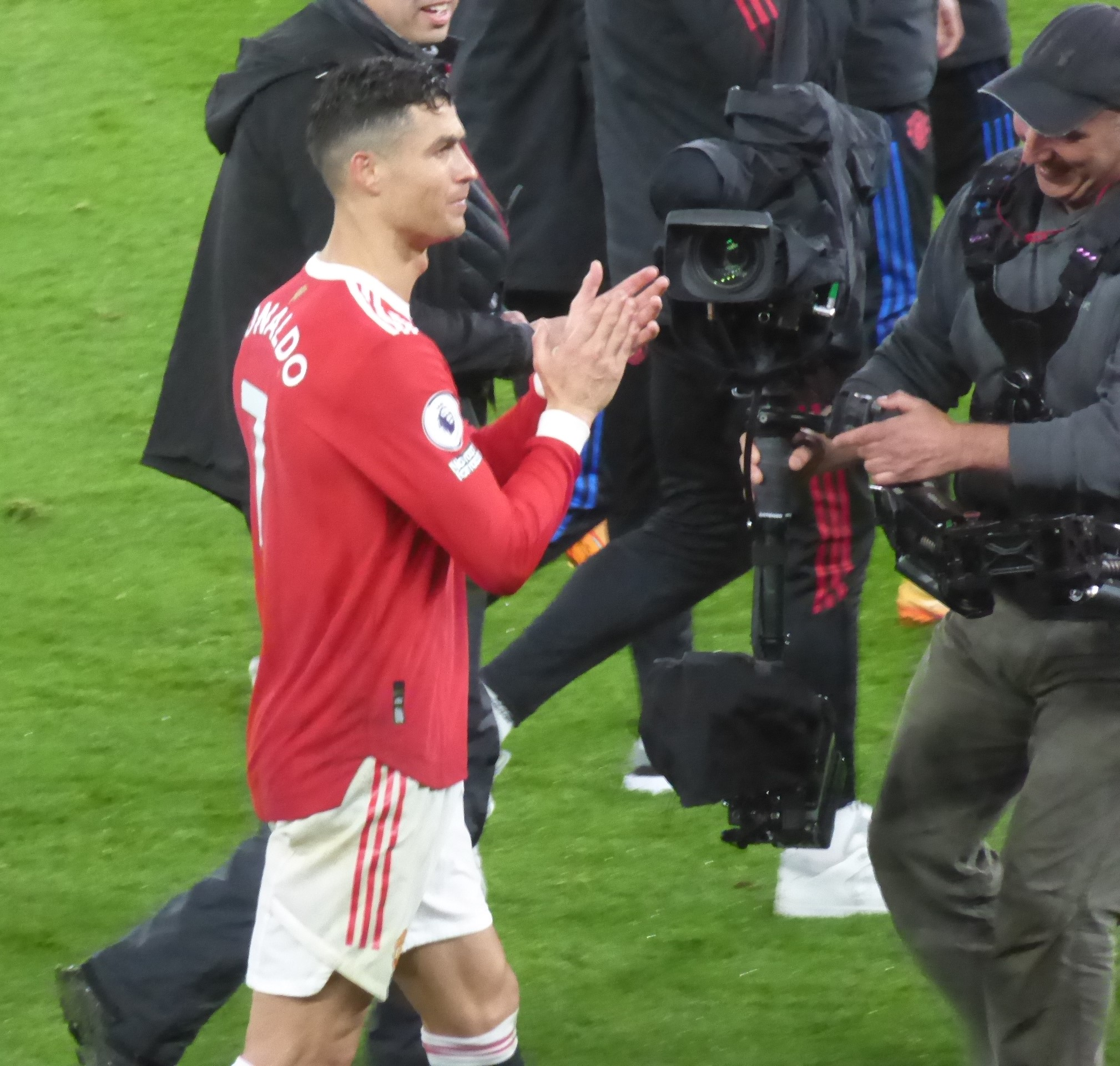
رونالدو با پیراهن یونایتد، مه ۲۰۲۲

در ۱۴ نوامبر، مصاحبه ای از او با پیرز مورگان منتشر شد که در آن رونالدو گفت که از سوی تن هاخ و مدیران ارشد باشگاه احساس «خیانت» کرده است که سعی کرده‌اند او یونایتد را ترک کند و باشگاه را متهم کرد که وقتی برنامه‌های پیش‌فصل را از دست داده، آنها در مورد بیماری دخترش به او شک داشته‌اند؛ همچنین افزود که به تن هاخ احترام نمی‌گزارد «چون از او احترامی ندیده» و این باعث ناامیدی او از ارتباطات با باشگاه شده است. رونالدو ادعا کرد که تن هاخ عمداً او را تحریک کرده، ابتدا او را روی نیمکت مقابل سیتی گذاشته و سپس می‌خواسته در آخرین لحظات مقابل تاتنهام او را به زمین بیاورد، اما اضافه کرد که از تصمیمش مبنی برای جدایی زودهنگام از یونایتد افسوس می‌خورد. او همچنین انتصاب رانگنیک در فصل قبل را زیر سؤال برد که قرار بوده یک «مدیر ورزشی باشد، نه سرمربی». در مورد خود باشگاه، رونالدو گفت که از زمان جدایی الکس فرگوسن، در سال ۲۰۱۳، علیرغم تغییرات در «فناوری و زیرساخت»، «هیچ تحولی» در باشگاه روی نداده است. او مدعی شد که خانواده گلیزر «به باشگاه اهمیت نمی‌دهند»، چون او هرگز فرصت پیدا نکرده با آنها صحبت کند و یونایتد را یک «باشگاه بازاریاب» توصیف کرد. پس از این مصاحبه که در دو قسمت در ۱۶ و ۱۷ نوامبر پخش شد، یونایتد شروع به پیداکردن راه‌هایی برای فسخ قرارداد با رونالدو از راه قانونی کرد؛ سرانجام در یک توافق دو جانبه با تأثیر فوری در ۲۲ نوامبر، قرارداد او فسخ شد و بدین ترتیب دوره حضور دوباره او در منچستر یونایتد به این شکل به پایان رسید.

### النصر
در ۳۰ دسامبر ۲۰۲۲ باشگاه النصر عربستان سعودی برای پیوستن رونالدو از ۱ ژانویه ۲۰۲۳ در قراردادی تا سال ۲۰۲۵ با او به توافق رسید؛ رونالدو با دستمزدی به مبلغ ۲۰۰ میلیون یورو در هر سال که بالاترین رقم در تاریخ فوتبال است به پردرآمدترین بازیکن جهان تبدیل شد. طبق گفته فابریتزیو رومانو از گاردین، او انتقال به اسپورتینگ کانزاس سیتی را رد کرد تا به النصر بپیوندد.

#### ۲۳–۲۰۲۲
رونالدو قرار بود در ۵ ژانویه ۲۰۲۳ در بازی مقابل الطائی در لیگ حاضر شود، اما به دلیل شکستن گوشی یک هوادار ۱۴ ساله اورتون در باخت ۱–۰ در گودیسون پارک، زمانی که او هنوز در منچستر یونایتد بود، مجبور شد دو جلسه محرومیتش را در النصر بگذراند. در ۱۹ ژانویه ۲۰۲۳، او برای اولین بار پس از انتقال به عربستان، در یک بازی نمایشی با حضور در تیم منتخب بازیکنان النصر و الهلال در مقابل پاری سن ژرمن بازی کرد. رونالدو اولین بازی رسمی خود را برای النصر به عنوان کاپیتان باشگاه در ۲۲ ژانویه انجام داد و در پیروزی ۱–۰ مقابل الاتفاق، ۹۰ دقیقه کامل در زمین حضور داشت؛ همچنین اولین گل خود را در تساوی ۲–۲ مقابل الفتح با یک ضربه پنالتی در دقایق پایانی به ثمر رساند. در ۹ فوریه، رونالدو در پیروزی ۴–۰ مقابل الوحده، هر چهار گل تیمش را به ثمر رساند که اولین گل او در این مسابقه، پانصدمین گل او در مسابقات لیگ در دوران حرفه‌ای‌اش بود. رونالدو پس از به ثمر رساندن هشت گل و دو پاس گل، جایزه بهترین بازیکن ماه فوریه را دریافت کرد. او یک فصل دیگر را بدون کسب عنوان قهرمانی در لیگ سپری کرد، زیرا النصر در فصل ۲۳–۲۰۲۲ در لیگ دوم شد.

#### ۲۰۲۳–اکنون

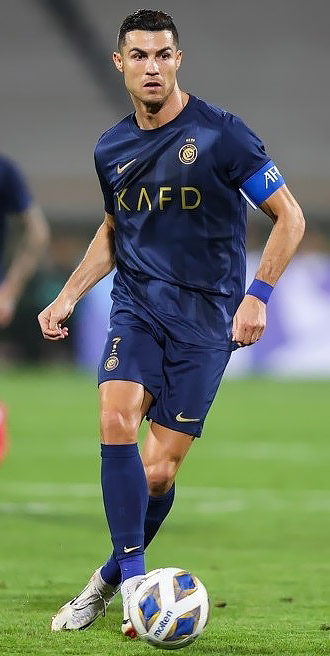
رونالدو در حال بازی برای النصر در اولین بازی خود در لیگ قهرمانان آسیا مقابل پرسپولیس در استادیوم آزادی، سپتامبر ۲۰۲۳

جذب رونالدو برای النصر باعث افزایش محبوبیت داخلی و جهانی لیگ برتر فوتبال عربستان شد و بازیکنان مختلف اروپایی مانند کریم بنزما، سادیو مانه، انگولو کانته، ریاض محرز، روبرتو فیرمینو و نیمار در پنجره نقل و انتقالات تابستانی به این لیگ اضافه شدند.
رونالدو اولین گل خود را در فصل ۲۴–۲۰۲۳ در پیروزی ۴–۱ مقابل الریاضی المنستیری در جام قهرمانان باشگاه‌های عربی در ۳۱ ژوئیه به ثمر رساند. در بازی بعدی جام قهرمانان در ۳ اوت، رونالدو گل تساوی دیرهنگام تیمش را در برابر زمالک به ثمر رساند تا النصر با تساوی ۱–۱ بتواند در جایگاه دوم گروه خود به مرحله یک چهارم نهایی راه یابد. در مرحله نیمه نهایی در ۹ اوت، رونالدو تنها گل پیروزی مقابل الشرطه را از روی نقطه پنالتی به گل تبدیل کرد تا النصر به اولین فینال خود در جام قهرمانان باشگاه‌های عربی برسد. در فینال، رونالدو هر دو گل تیمش را در شرایطی که ده نفره بودند به ثمر رساند و آنها رقیبشان الهلال را ۲–۱ در وقت اضافه شکست دادند تا برای اولین بار در تاریخ خود قهرمان این رقابت‌ها شوند. رونالدو با زدن شش گل در مسابقات جایزه بهترین گلزن مسابقات را دریافت کرد. در مسابقات لیگ، او پس از به ثمر رساندن پنج گل و دو پاس گل، جایزه بهترین بازیکن ماه اوت را گرفت. در ۲ سپتامبر، او گلی را در برد ۵–۱ النصر در خارج از خانه مقابل الحزم به ثمر رساند که هشتصد و پنجاهمین گل دوران حرفه ای او در رده بزرگسالان بود. در ۱۹ سپتامبر، رونالدو اولین بازی خود را در لیگ قهرمانان آسیا در پیروزی ۲–۰ النصر مقابل پرسپولیس انجام داد و به اولین بازیکن تاریخ فوتبال تبدیل شد که ۱۰۰۰ بازی بدون شکست را تجربه کرده است.
در اولین دور حذفی لیگ قهرمانان آسیا، رونالدو با هم تیمی عربستان سعودی الفیحه روبرو شد. پس از به ثمر رساندن برنده در یک برد ۱-۰ خارج از خانه در هزارمین حضور باشگاهی خود، او گل پیروزی را در برد ۲-۰ در خانه به ثمر رساند و به النصر کمک کرد تا به مرحله یک چهارم نهایی مسابقات برسد. در ۲۵ فوریه ۲۰۲۴، رونالدو در حال انجام یک ژست ظاهراً زشت نسبت به هواداران رقیب که پس از پیروزی ۳-۲ مقابل الشباب او را مورد تمسخر قرار می دادند، فیلمبرداری شد. این عمل منجر به محرومیت رونالدو چهار روز بعد برای یک بازی توسط کمیته انضباطی و اخلاقی فدراسیون فوتبال عربستان سعودی شد. در ۱۱ مارس، رونالدو اولین بازیکن فوتبالی شد که پس از بازی مقابل العین در بازی برگشت مرحله یک چهارم نهایی لیگ قهرمانان آسیا به ۸۰۰ پیروزی دست یافت. چهار روز بعد، رونالدو پنجاهمین گل خود را برای النصر به ثمر رساند و یک پنالتی را در یک برد باریک ۱–۰ مقابل رقبای الاهلی به ثمر رساند. در ۱ آوریل، رونالدو پس از به ثمر رساندن چهار گل در ماه مارس، برای چهارمین بار جایزه بهترین بازیکن ماه را دریافت کرد. در ۸ آوریل، در نیمه نهایی سوپرجام عربستان در برابر رقیب شهری الهلال، او در دقیقه ۸۶ از بازی اخراج شد و تیمش به دلیل "رفتار خشونت آمیز" دو گل خورده بود، پس از اینکه ابتدا به دلیل اعتراضات شدید به او اخطار شد. این اولین کارت قرمز او در حالی که در عربستان سعودی بازی می کرد، به رسمیت شناخته شد.
در ۴ مه، او شصت و ششمین هت تریک دوران حرفه ای خود را در پیروزی ۶-۰ مقابل الوحده به دست آورد و ۸۹۰مین گل خود را در مجموع به ثمر رساند. در ۲۷ مه، در بازی خانگی النصر مقابل الاتحاد، رونالدو سی و چهارمین و سی و پنجمین گل خود را در لیگ به ثمر رساند و از رکورد عبدالرزاق حمدالله برای بیشترین گل زده در یک فصل لیگ حرفه‌ای عربستان فراتر رفت. او همچنین اولین فوتبالیستی بود که به عنوان بهترین گلزن در چهار لیگ مختلف، لیگ های انگلیس، اسپانیا، ایتالیا و عربستان به پایان رسید. در ۳۱ می، در یک شکست ۵-۴ مقابل الهلال در ضربات پنالتی در فینال جام پادشاهی ۲۰۲۴ پس از تساوی ۱-۱ پس از وقت اضافه (که در آن ضربه دوم تیمش را به ثمر رساند)، با روجریو سنی برابر شد. رکورد بیشترین بازی های سطح بالا توسط یک فوتبالیست مرد حرفه ای (۱۲۲۵) را بدست آورد.

## دوران ملی
رونالدو در نخستین بازی ملی خود در تاریخ ۲۰ اوت ۲۰۰۳ در برابر تیم ملی فوتبال قزاقستان بازی کرد.

### جام ملت‌های اروپا ۲۰۰۴
رونالدو در جام ملت‌های اروپا ۲۰۰۴، نخستین گل ملی خود را در مرحلهٔ گروهی مقابل یونان به‌ثمر رساند و پرتغال بازی را ۱–۲ از یونان باخت. او دومین گل ملی خود را نیز در نیمه‌نهایی این مسابقات مقابل هلند به‌ثمر رساند و پرتغال بازی را ۲–۱ از هلند برد. او در ستارگان تیم‌های فینالیست جام ملت‌های اروپا، با به‌ثمر رساندن دوگل از نامزدهای برجسته به‌شمار می‌رفت. او همچنین نمایندهٔ پرتغال در المپیک تابستانی ۲۰۰۴ بود.به عنوان مهاجم 

### جام جهانی ۲۰۰۶
رونالدو در مقدماتی جام جهانی فوتبال، دومین گلزن برتر اروپا با به‌ثمر رساندن هفت‌گل بود. او نخستین گل خود در جام جهانی را در جام جهانی ۲۰۰۶ مقابل ایران در یک ضربهٔ پنالتی به‌ثمر رساند. در مرحلهٔ یک‌چهارم نهایی، رونالدو مقابل تیم ملی فوتبال انگلستان و هم‌باشگاهی خود در منچستر یونایتد، وین رونی قرار گرفت. رونی بر روی مدافع پرتغال، ریکاردو کاروالیو خطا کرد؛ با رونالدو درگیر شد و داور او را اخراج کرد. پس از مسابقه، رونالدو گفت که نمی‌خواسته رونی اخراج شود. در ۴ ژوئیه، الیزوندو داور مسابقه اعلام کرد که اخراج رونی به علت درگیری او با رونالدو نبوده است.
واکنش رسانه‌های انگلیسی سبب شد که حتی رونالدو به فکر ترک منچستر بیفتد، اما این اتفاق رخ نداد.
پرتغال در نیمه‌نهایی، از تیم ملی فوتبال فرانسه شکست‌خورد، و در مرحلهٔ رده‌بندی نیز بازی را به میزبان مسابقات، آلمان باخت و چهارم شد. رونالدو شانس کسب جایزهٔ بهترین بازیکن جوان را به خاطر حواشی بازی با انگلیسی‌ها از دست داد، و لوکاس پودولسکی از آلمان به این جایزه رسید.

### کاپیتانی

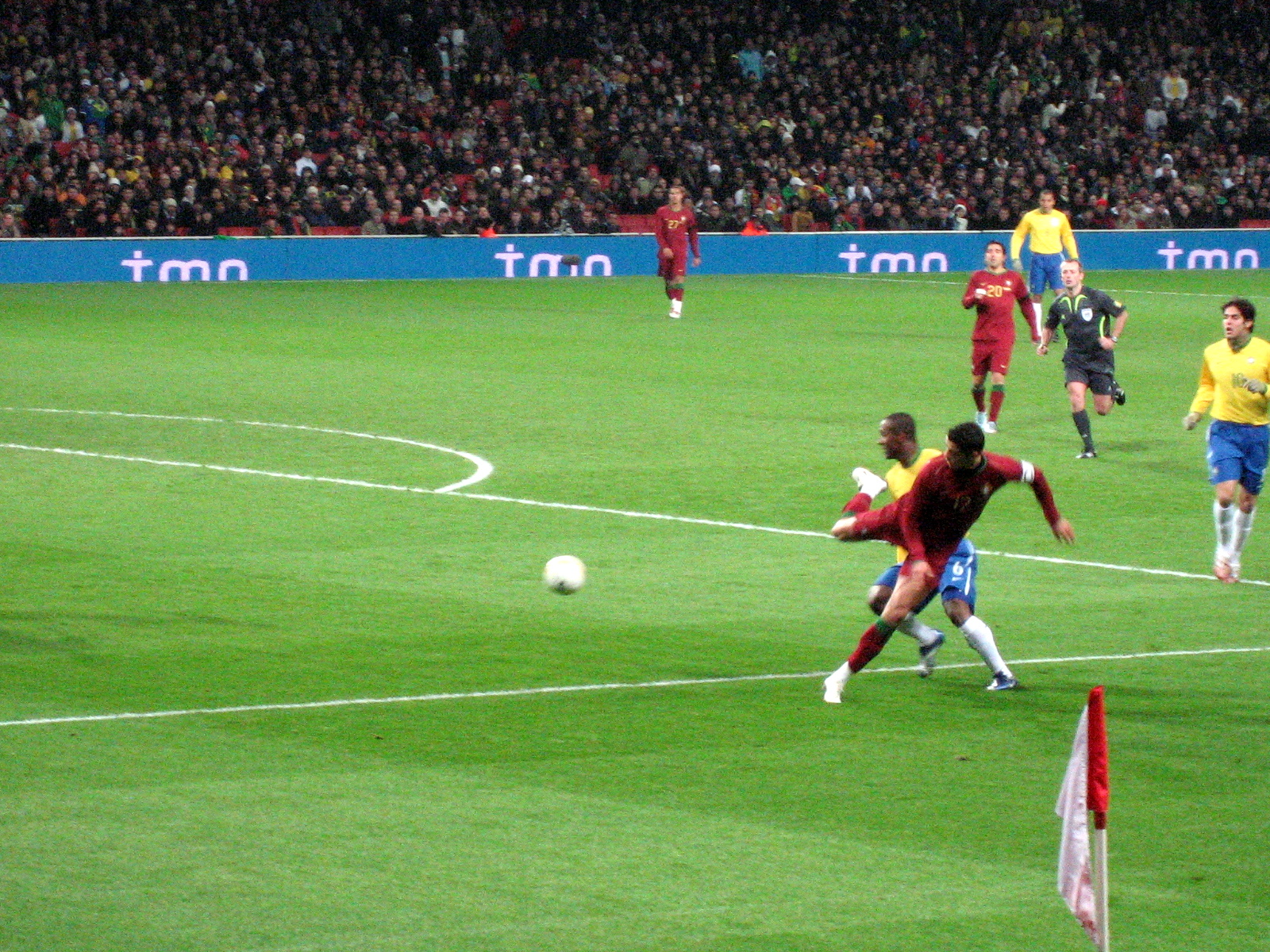
رونالدو در بازی پرتغال و برزیل در ورزشگاه امارات، ۶ فوریه ۲۰۰۷. روزی که او نخستین‌بار بازوبند کاپیتانی پرتغال را بر بازوی خود بست

رونالدو یک روز پس از تولد ۲۲ سالگی خود، در یک بازی دوستانه میان پرتغال و برزیل، برای نخستین‌بار در تاریخ ۶ فوریه ۲۰۰۷، بازوبند کاپیتانی تیم ملی خود را بر بازو بست. این کاپیتانی را مستقیماً رئیس کنفدراسیون فوتبال پرتغال، کارلوس سیلوا دو روز پیش از مرگ خود صادر کرده‌بود. فیلیپه اسکولاری می‌گوید: «آقای سیلوا از من خواست تا[رونالدو] را به‌عنوان کاپیتان پرتغال برگزینم…[او] بیش از حد جوان بود، اما آقای سیلوا از من درخواست‌داشت و هم‌اکنون دیگر پیش ما نیست.»
هنگامی که کارلوس کیروش به‌عنوان سرمربی جدید پرتغال در ژوئیه ۲۰۰۸ برگزیده‌شد، از رونالدو به‌عنوان کاپیتان تیم تمجید کرد.

### جام ملت‌های اروپا ۲۰۰۸
رونالدو هشت گل برای پرتغال در مقدماتی جام ملت‌های اروپا ۲۰۰۸ به‌ثمر رساند، و پشت سر اوزیبیوس اسمولارک لهستانی جای‌گرفت؛ اما در مسابقات جام ملت‌های اروپا ۲۰۰۸، فقط ۱ گل در برد ۳–۱ آنها در بازی مرحله گروهی مقابل جمهوری چک به ثمر رساند، که البته بهترین بازیکن آن مسابقه نیز شد. پرتغال در مرحله یک چهارم نهایی با شکست ۳–۲ مقابل آلمان حذف شد.

### جام جهانی ۲۰۱۰
رونالدو در هرسه بازی پرتغال در گروه G جام جهانی، به‌عنوان بهترین بازیکن میدان برگزیده‌شد. او در مسابقات جام جهانی ۲۰۱۰، فقط یک گل مقابل کره شمالی در ۲۱ ژوئن به‌ثمر رساند. این بازی را پرتغال ۷–۰ از کرهٔ شمالی برد. این گل، واپسین گل ملی او پس از ۱۶ ماه بود. اسپانیا در مرحلهٔ یک‌هشتم نهایی پرتغال را حذف کرد.

### جام ملت‌های اروپا ۲۰۱۲

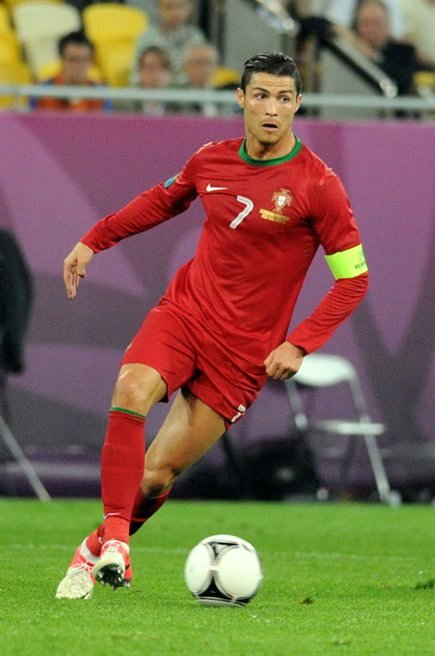
رونالدو در بازی پرتغال و آلمان در جام ملت‌های اروپا ۲۰۱۲

رونالدو هفت گل برای پرتغال در مرحله مقدماتی جام ملت‌های اروپا ۲۰۱۲ به‌ثمر رساند؛ از جمله، دو گل مقابل بوسنی و هرزگوین در مرحلهٔ پلی‌آف. در قرعه‌کشی جام ملت‌های اروپا، پرتغال به‌همراه آلمان، دانمارک و هلند در گروه B موصوف به گروه مرگ قرارگرفت. در مصاحبه‌ای رونالدو اظهار داشت: «تنها زمانی به اوج خواهم رسید که با پرتغال جامی کسب کنم».
پس از شکست مقابل آلمان در گروه، رونالدو مورد انتقاد قرارگرفت. هم‌تیمی او، نانی بیان‌کرد: «او خشمگین زمین را ترک کرد و نیاز به استراحت دارد. او به‌خوبی کار تیمی را انجام داد و به‌شدت تحت فشار بوده است و به‌زودی منتقدان خود را ساکت خواهدکرد.» لوئیس فیگو با توجه به انتقاد از رونالدو و رفتار او، بیان‌کرد: «او باید همیشه کاپیتان موفقی برای تیم ملی خود باشد؛ اگرچه این نتیجه حاصل شده است.»
در طول مسابقهٔ پرتغال و دانمارک، هرگاه توپ به‌پای رونالدو می‌رسید، طرفداران دانمارک شعار می‌دادند و نام لیونل مسی را تکرار می‌کردند. در پاسخ به پرسش دربارهٔ شعارهای مسی، رونالدو گفت:
| « | آیا می‌دانید که لیونل مسی در این زمان، سال گذشته کجا بوده است؟ آیا می‌دانید؟ او با کشور خود در کوپا آمریکا ۲۰۱۱ بازی می‌کرد و از این جام حذف‌شد. مگر سرنوشت آرژانتین بهتر از پرتغال بود؟ مردم فکر می‌کنند که او بهترین بازیکن جهان است؛ این برای یک بازیکن بزرگ فوتبال جهان طبیعی‌است. | » |

در آخرین مسابقهٔ گروهی، رونالدو دو گل مقابل هلند به‌ثمر رساند و صعود پرتغال به مرحلهٔ بعدی را تضمین کرد. این بازی با پیروزی ۱–۲ پرتغال به پایان رسید. او همچنین دو بار در مسابقات گروهی، به‌عنوان بهترین بازیکن میدان شناخته‌شد.
رونالدو برای عملکرد خود مقابل جمهوری چک در مرحلهٔ یک‌چهارم نهایی، مورد تقدیر قرارگرفت. روی ارسال توپ ژوآئو موتینیو و ضربهٔ سر رونالدو، پرتغال بازی را ۰–۱ مقابل جمهوری چک برد و به نیمه‌نهایی راه‌یافت.
او شانس‌های متعددی را برای پرتغال مقابل اسپانیا در نیمه‌نهایی از دست داد؛ از جمله سه بار شوت او که به تیر دروازه برخورد کرد این بازی پس از نتیجه ۰–۰، به ضربات پنالتی کشیده‌شد. رونالدو انتخاب شده‌بود تا پنجمین ضربهٔ پنالتی پرتغال را بزند، اما نوبت به او نرسید و پرتغال در ضربات پنالتی از اسپانیا شکست‌خورد. سرمربی پرتغال، پائولو بنتو گفت: «این برنامه من بود که رونالدو پنجمین ضربه را بزند و پرتغال با ضربهٔ او، به مسابقهٔ پایانی برسد.» رونالدو به‌همراه پنج بازیکن دیگر، جزء بهترین گلزنان مشترک این جام با سه گل قرارگرفت؛ اگرچه فرناندو تورس، کفش طلای اروپا را به‌دست‌آورد.
رونالدو پیش از مسابقات و در طول آن، بارها و بارها، توسط اهالی فوتبال به‌خصوص دیه‌گو مارادونا ستایش شد. مارادونا گفته است: «رونالدو بهترین بازیکن بر روی این سیاره است و هم‌میهنان او، باید برای او یک بنای تاریخی در لیسبون بسازند.»

فرصت‌ها و گل‌های رونالدو مشخص‌است. او می‌خواهد با تیم ملی خود به مسابقهٔ پایانی راه پیداکند و ثابت کند که بهترین بازیکن جهان است.

دیه‌گو آرماندو مارادونا.

### جام جهانی ۲۰۱۴
در طول مقدماتی جام جهانی ۲۰۱۴، رونالدو در مجموع ۸ گل به ثمر رساند. او در مسابقه مقدماتی در ۱۷ اکتبر ۲۰۱۲، در تساوی ۱–۱ در برابر ایرلند شمالی، صدمین بازی خود را انجام داد. اولین هت‌تریک ملی او نیز در برابر ایرلند شمالی انجام شد، زمانی که او در ۶ سپتامبر ۲۰۱۳ سه بار در مدت ۱۵ دقیقه در پیروزی ۴–۲ مرحله مقدماتی گلزنی کرد. پس از اینکه پرتغال نتوانست در طول رقابت‌ها به‌طور معمول واجد شرایط شود، رونالدو هر چهار گل این تیم را در بازی‌های پلی آف مقابل سوئد به ثمر رساند، که از آن به عنوان نبرد بین رونالدو و زلاتان ابراهیموویچ یاد شد، و صعود آنها را به مسابقات نهایی قطعی کرد. هت‌تریک او در بازی دوم، تعداد گل‌های ملی او را به ۴۷ گل رساند و با رکورد پائولتا برابری کرد. رونالدو متعاقباً در ۵ مارس ۲۰۱۴ در یک برد دوستانه ۵–۱ مقابل کامرون دو گل زد تا بهترین گلزن تاریخ کشورش شود.
رونالدو علیرغم اینکه از تاندونیت کشکک و آسیب دیدگی مربوط به ران رنج می‌برد، در جام جهانی شرکت کرد، که به‌طور جدی حرفه خود را به خطر انداخت. رونالدو بعداً گفت: «اگر ما دو یا سه کریستیانو رونالدو در تیم داشتیم، احساس راحتی بیشتری می‌کردم. اما نداریم.» با اینکه شک و تردیدهایی در مورد وضعیت آمادگی جسمانی اش وجود داشت، اما او ۹۰ دقیقه کامل بازی نخست مقابل آلمان را بازی کرد، اگرچه نتوانست از شکست ۴–۰ کشورش جلوگیری کند. پس از پاس گل تساوی ۲–۲ در لحظات حیاتی بازی در برابر آمریکا، او در اواخر بازی با غنا گل پیروزی ۲–۱ را به ثمر رساند. پنجاهمین گل ملی او، که به اولین پرتغالی تبدیل شد که در سه جام جهانی بازی و گلزنی کرده است. پرتغال در پایان مرحله گروهی به دلیل تفاضل گل کمتر از مسابقات حذف شد.

### جام ملت‌های اروپا ۲۰۱۶

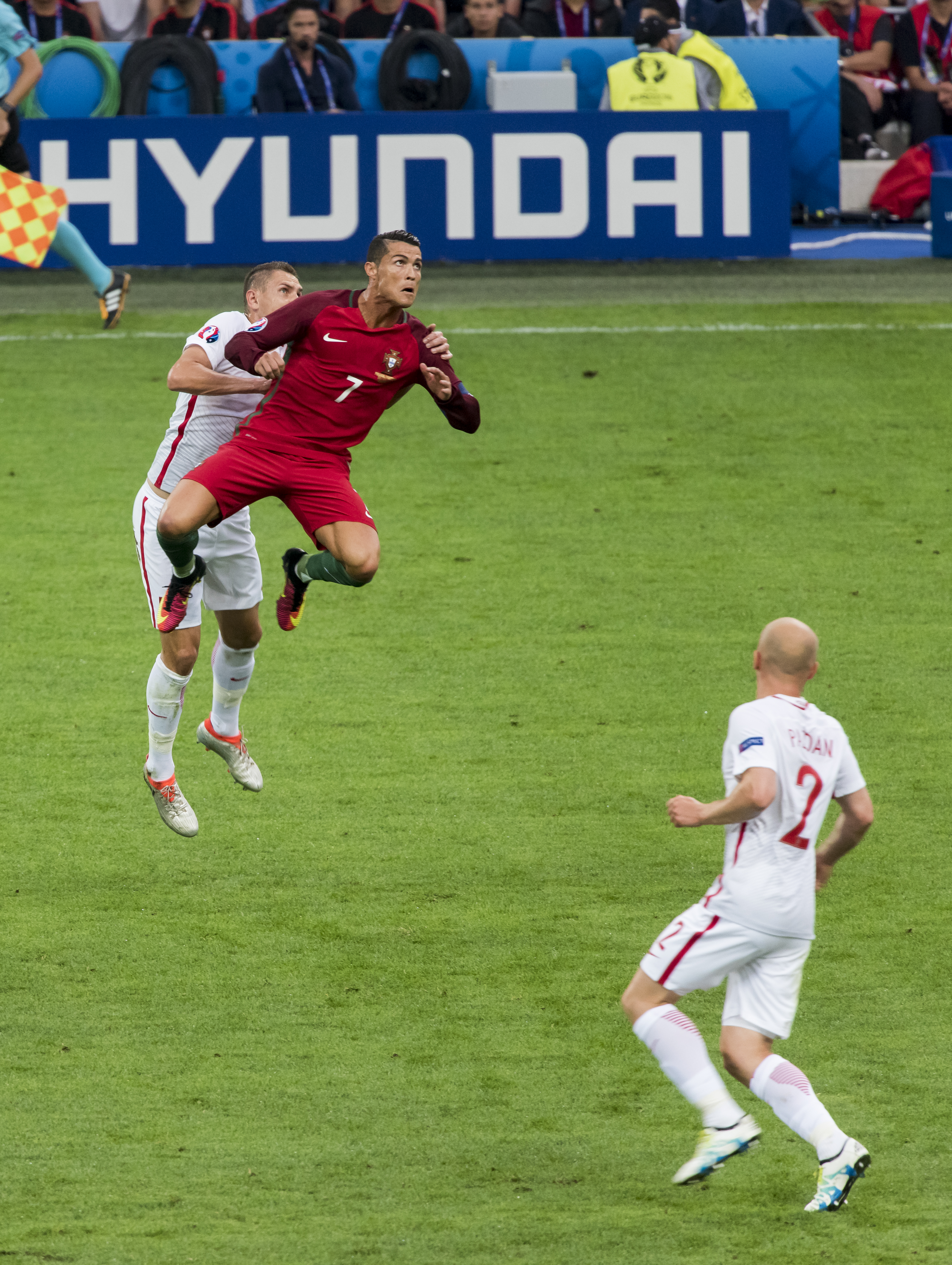
پرواز رونالدو در بازی پرتغال در مرحله یک‌چهارم نهایی یورو ۲۰۱۶ مقابل لهستان

رونالدو در مقدماتی یورو ۲۰۱۶ پنج گل از جمله هت‌تریکش مقابل ارمنستان را به ثمر رساند. با تنها گل بازی در یک پیروزی دیگر مقابل ارمنستان در ۱۴ نوامبر ۲۰۱۴، او به ۲۳ گل در مسابقات قهرمانی اروپا، از جمله مسابقات مقدماتی و نهایی رسید تا بهترین گلزن تاریخ مسابقات شود. در شروع مرحله نهایی مسابقات، رونالدو در تساوی‌های پرتغال مقابل ایسلند و اتریش با وجود ۲۰ شوت به سمت دروازه نتوانست موقعیت‌های خود را تبدیل به گل کند. در بازی با اتریش، او با صد و بیست و هشتمین بازی ملی خود از فیگو به عنوان رکوردار بیشترین بازی ملی پرتغال پیشی گرفت و بازی نیز پس از اینکه پنالتی خود را در نیمه دوم از دست داد، بدون گل به پایان رسید. با دو گل او در آخرین بازی مرحله گروهی، در تساوی ۳–۳ مقابل مجارستان، رونالدو به اولین بازیکنی تبدیل شد که در چهار دوره مسابقات قهرمانی اروپا گلزنی کرد و رکورد ۱۷ بازی در این مسابقات را به ثبت رساند. پرتغال در گروه خود پس از مجارستان و ایسلند سوم شد، اما به لطف قالب جدید گسترش یافته مسابقات، و با اینکه در هیچ‌یک از بازی‌های گروهی برنده نشدند، به دور بعد صعود کردند.
در اولین بازی مرحله حذفی، پس از اینکه تنها تلاش رونالدو توسط دنیل سوباشیچ، دروازه‌بان کرواسی مهار شد، توپ در مسیر ریکاردو کوارشما قرار گرفت و گل او در اواخر وقت‌های اضافه منجر به پیروزی پرتغال شد. پرتغال در مرحله بعدی در ضربات پنالتی از سد لهستان گذشت که رونالدو پنالتی ابتدایی پرتغال را به ثمر رسانده‌بود، و همچنین او اولین بازیکنی شد که سه بار در مرحله نیمه نهایی قهرمانی اروپا شرکت می‌کند؛ رونالدو در این مرحله، گل اول را در برد ۲–۰ مقابل ولز به ثمر رساند. در فینال مقابل فرانسه میزبان، رونالدو پس از یک برخورد با دیمیتری پایت، با وجود چندین بار درمان و تلاش برای بازی کردن، تنها پس از ۲۵ دقیقه نتوانست به بازی ادامه دهد و کوارشما جایگزین او شد. پس از کشیده شدن بازی به وقت‌های اضافه، ادر در دقیقه ۱۰۹ گلزنی کرد تا پرتغال با نتیجه ۱–۰ پیروز شود، و رونالدو به عنوان کاپیتان تیم، جام را در جشن اولین قهرمانی کشورش در یک تورنمنت بزرگ بالای سر برد. او با سه پاس‌گل و سه گل، به عنوان دومین گلزن برتر که با چند بازیکن دیگر مشترک بود، کفش نقره ای مسابقات را دریافت کرد و برای سومین بار در دوران حرفه ای خود در تیم منتخب مسابقات قرار گرفت.

### جام جهانی ۲۰۱۸

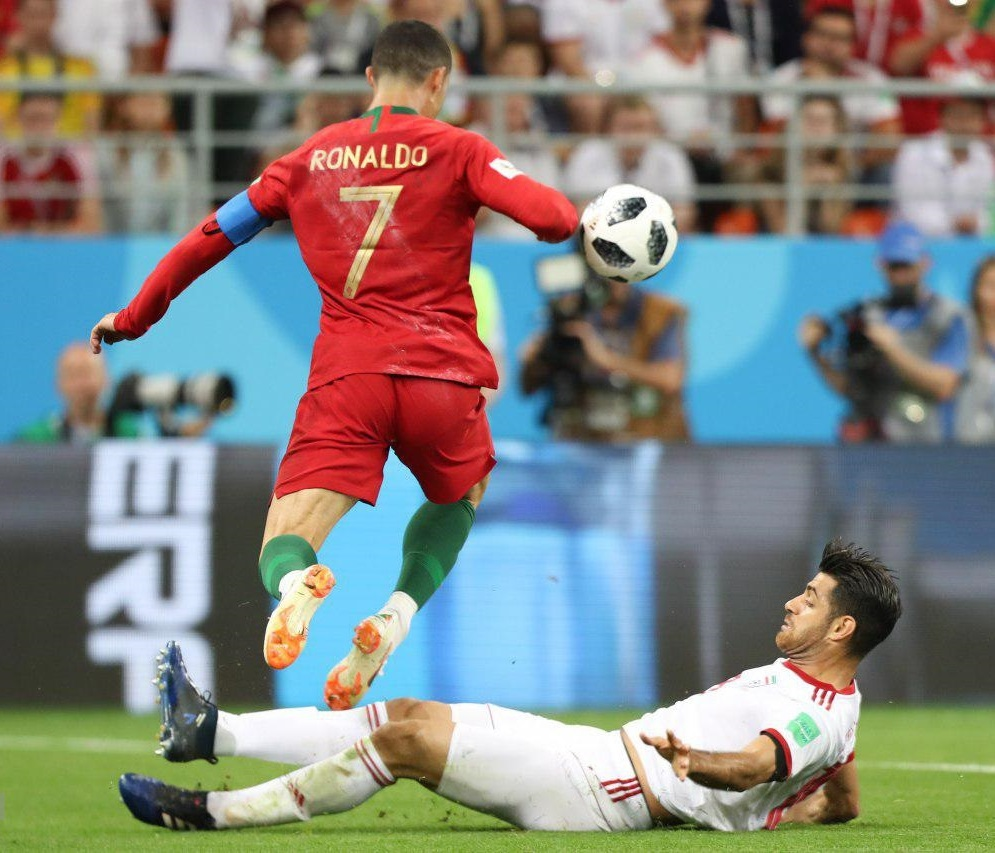
رونالدو در تقابل با مرتضی پورعلی‌گنجی مدافع ایران در مرحله گروهی جام جهانی ۲۰۱۸

در جام جهانی ۲۰۱۸ روسیه، تیم ملی فوتبال پرتغال به همراه رونالدو در مرحله گروهی با تیم‌های ملی اسپانیا، ایران و مراکش هم‌گروه شد. رونالدو توانست در بازی نخست مقابل اسپانیا هت‌تریک کند و به مسن‌ترین بازیکنی تبدیل شد که در یک بازی جام جهانی فوتبال هت‌تریک کرده است. وی همچنین اولین بازیکن پرتغالی شد که در چهار جام جهانی گلزنی می‌کند و یکی از چهار بازیکن از هر ملیتی که موفق به انجام این کار شده است. در برد ۱–۰ پرتغال مقابل مراکش، رونالدو تنها گل تیمش را به ثمر رساند و رکورد پوشکاش را به عنوان بهترین گلزن اروپا در تاریخ با ۸۵ گل ملی شکست. در آخرین بازی گروهی مقابل ایران، رونالدو یک پنالتی را در تساوی ۱–۱ بازی از دست داد که باعث شد پرتغال به عنوان تیم دوم گروه پس از اسپانیا به دور دوم صعود کند. پرتغال پس از شکست ۲–۱ مقابل اروگوئه در مرحله یک‌هشتم نهایی حذف شد. رونالدو برای بازی‌هایش در این مسابقات در تیم رؤیایی جام جای گرفت.

### لیگ ملت‌های اروپا ۲۰۱۹
پس از جام جهانی، رونالدو شش بازی ملی را از دست داد، از جمله کل مرحله اول لیگ ملت‌های اروپا ۱۹–۲۰۱۸، اما برای پرتغالِ میزبان در مرحله نهایی حاضر شد. در نیمه‌نهایی مقابل سوئیس با هت‌تریک او پرتغال به فینال رسید؛ پس از به ثمر رساندن اولین گلش در این مسابقات، او نخستین بازیکنی شد که در ۱۰ مسابقه ملی متوالی گلزنی کرده و رکورد مشترکی را که قبلاً با آساموا جیان از غنا داشت، شکست. چهار روز بعد در فینال، پرتغال ۱–۰ هلند را شکست داد و اولین قهرمان مسابقات لیگ ملت‌های اروپا شد.

### جام ملت‌های اروپا ۲۰۲۰
در ۱۵ ژوئن ۲۰۲۱، رونالدو در اولین بازی پرتغال در یورو ۲۰۲۰ در پیروزی ۳–۰ مقابل مجارستان در بوداپست، دو گل زد؛ در این بازی او به مجموع ۱۱ گل در مسابقات قهرمانی اروپا رسید و با دو گل بیشتر از میشل پلاتینی، به بهترین گلزن تاریخ این رقابت‌ها تبدیل شد. او همچنین اولین بازیکنی شد که در پنج یورو و در یازده تورنمنت متوالی گلزنی کرده است. همچنین گل‌هایش در بازی با مجارستان او را به مسن‌ترین بازیکنی تبدیل کرد که در یک مسابقه دو گل در این رقابت‌ها به ثمر رسانده است، و مسن‌ترین بازیکنی که برای پرتغال در یک تورنمنت بزرگ گلزنی کرده است. در ۲۳ ژوئن، او دو پنالتی را در تساوی ۲–۲ پرتغال با فرانسه در آخرین بازی مرحله گروهی، تبدیل به گل کرد و با رکورد علی دایی با ۱۰۹ گل ملی برابر شد. در ۲۷ ژوئن، پرتغال پس از باخت ۱–۰ مقابل بلژیک در مرحله یک‌هشتم نهایی از این رقابت‌ها کنار رفت. رونالدو مسابقات را با پنج گل و یک پاس گل به پایان رساند که کفش طلا را برایش به ارمغان داشت.

### شکستن رکوردهای ملی
در ۱ سپتامبر، رونالدو در برد خانگی ۲–۱ مقابل جمهوری ایرلند در مقدماتی جام جهانی در ورزشگاه الگاروه، دو گل با ضربه سر به ثمر رساند که باعث شد با ۱۱۰ و سپس ۱۱۱ گل ملی، علی دایی را پشت سر بگذارد و بهترین گلزن ملی تاریخ فوتبال لقب بگیرد. در ۹ اکتبر، او در بازی دوستانه ۳–۰ مقابل قطر در الگاروه، گل اول را به ثمر رساند و با صد و هشتاد و یکمین حضور ملی خود، او همچنین رکورد سرخیو راموس را در بیشترین بازی ملی ثبت‌شده برای یک بازیکن اروپایی، شکست. در بازی بعدی مقابل لوکزامبورگ در ۱۲ اکتبر که باز هم در ورزشگاه آلگاروه برگزار شد، رونالدو در پیروزی ۵–۰ پرتغال هت‌تریک کرد و اولین بازیکنی شد که در فوتبال ملی مردان ۱۰ هت‌تریک انجام داده است.

### جام جهانی ۲۰۲۲

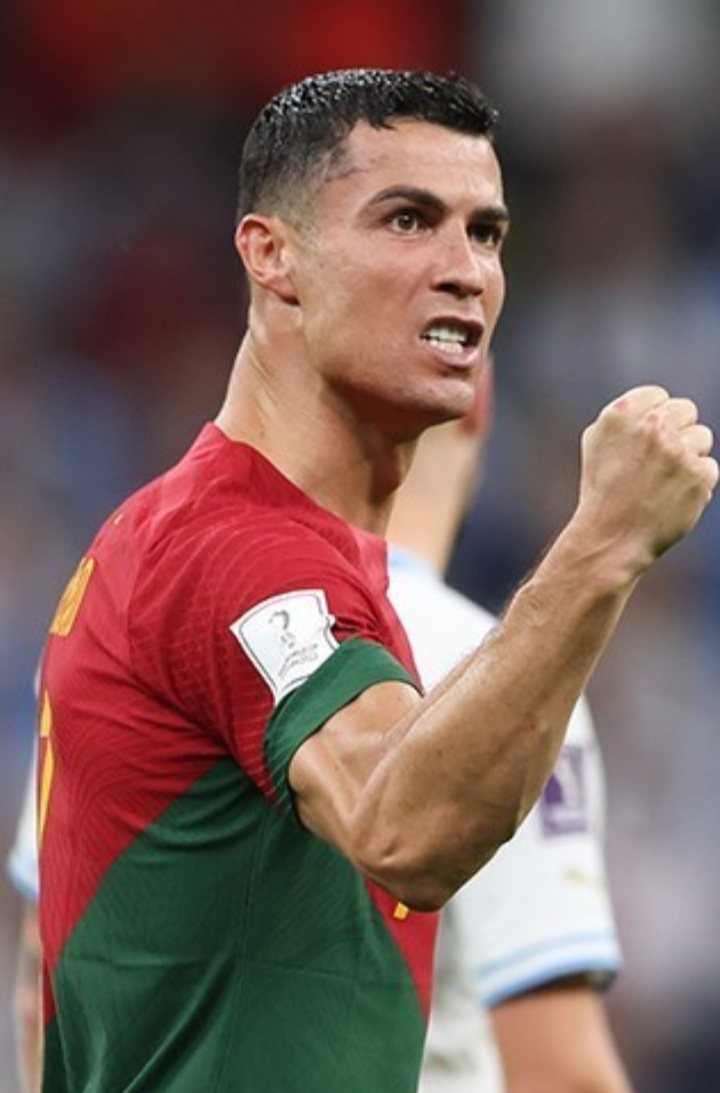
رونالدو در جام جهانی ۲۰۲۲ قطر

رونالدو در فهرست تیم ملی پرتغال برای جام جهانی فوتبال ۲۰۲۲ قطر حضور پیدا کرد و این پنجمین جام جهانی او شد. در بازی نخست پرتغال مقابل غنا، رونالدو یک ضربه پنالتی زد و اولین بازیکن مردی شد که در پنج جام جهانی مختلف گلزنی می‌کند. در آخرین بازی گروهی مقابل کره جنوبی، رونالدو به دلیل واکنشش به تعویض، از سوی سرمربی خود مورد انتقاد قرار گرفت. او در بازی یک‌هشتم نهایی پرتغال مقابل سوئیس از ترکیب اصلی کنار گذاشته شد و این اولین بار از یورو ۲۰۰۸ بود که در یک تورنمنت بزرگ بین‌المللی از ابتدا برای پرتغال بازی نکرده بود، و اولین باری بود که پرتغال پس از یورو ۲۰۰۰ یک بازی حذفی را بدون رونالدو در ترکیب اصلی در یک تورنمنت بین‌المللی آغاز کرد. وی از اواخر بازی وارد زمین شد و پرتغال با نتیجه ۶–۱ در شرایطی پیروز شد که گونسالو راموس، جانشین رونالدو، هت‌تریک کرده بود و بهترین پیروزی پرتغال در یک بازی حذفی جام جهانی از زمان جام جهانی ۱۹۶۶ رقم خورد. پرتغال در مرحله یک چهارم نهایی مقابل مراکش از همین استراتژی استفاده کرد و رونالدو دوباره از روی نیمکت به زمین آمد، اما تلاش او و یارانش نتوانست مانع شکست ۱–۰ آنها شود و مراکش نیز به اولین کشور آفریقایی تبدیل شد که به نیمه نهایی جام جهانی می‌رسد.

### جام ملت های اروپا ۲۰۲۴
در ۲۱ می ۲۰۲۴، او در ترکیب ۲۶ نفره برای یورو ۲۰۲۴ یوفا انتخاب شد. در بازی افتتاحیه مقابل جمهوری چک، در ۱۸ ژوئن، او اولین بازیکنی شد که در شش دوره مسابقات قهرمانی اروپا حاضر شد، و با انجام این کار در سن ۳۹ سالگی، دومین بازیکن مسن ترین بازیکن خارج از زمین در تاریخ مسابقات شد. تنها پشت سر هم تیمی خود پپه، که رکورد خود را در همان روز به دست آورد. در ۲۲ ژوئن، رونالدو با پاس گل سوم پرتغال در پیروزی ۳-۰ مقابل ترکیه، راهیابی کشورش به مرحله حذفی را تضمین کرد. این باعث شد که او با ۷ پاس گل، از سال ۱۹۶۸، بالاترین پاس گل تمام دوران در رقابت‌ها باشد، و همچنین با ۳۹ سال سن، مسن‌ترین بازیکنی بود که در این رقابت‌ها پاس گل داده است. در ۲۶ ژوئن، او در آخرین بازی مرحله گروهی پرتغال مقابل گرجستان شروع کرد تا به اولین بازیکن اروپایی تبدیل شود که ۵۰ بازی در تورنمنت های بزرگ بین المللی انجام داده است. درست مانند دو بازی اول یورو، او بازی را بدون گل مقابل گرجستان به پایان رساند و اولین باری بود که مرحله گروهی یک تورنمنت بین المللی را بدون گل به پایان رساند. پرتغال پس از باخت ۵–۳ در ضربات پنالتی، علیرغم اینکه رونالدو ضربه نقطه‌ای خود را به ثمر رساند، در ۵ ژوئیه توسط فرانسه در مرحله یک چهارم نهایی از مسابقات حذف شد. او تورنمنت را بدون گل به پایان می رساند و با هیچ یک از ۲۳ شوت خود در تورنمنت (شامل یک پنالتی از دست رفته در مرحله یک هشتم نهایی مقابل اسلوونی) موفق به گلزنی نشد که بیشترین تلاش یک بازیکن بدون گل زدن در مسابقات قهرمانی اروپا از زمان یوفا است. یورو ۲۰۰۴، زمانی که دکو ۲۴ شوت بدون گل برای پرتغال داشت. در اواخر همان سال، در ۵ سپتامبر، او ۹۰۰مین گل حرفه‌ای خود را در پیروزی ۲–۱ مقابل کرواسی در لیگ ملت‌های اروپا ۲۵–۲۰۲۴ به ثمر رساند. او اولین بازیکنی بود که به ۹۰۰ گل در دوران حرفه ای خود رسید؛و به دومین قهرمانی خود در لیگ ملت های اروپا خود رسید.